# Droits de l'homme en Iran
Vous lisez un « article de qualité » labellisé en 2006.
À partir du XIXe siècle, la notion de droits de l'homme commence à pénétrer en Iran. Au cours du XXe siècle, les droits de l'homme font l'objet de luttes pour leur application et de restrictions diverses, qui durent encore aujourd'hui. Pendant plusieurs siècles, la charia a réglé la vie juridique en Iran, jusqu'à la révolution constitutionnelle de 1906. Le système juridique traditionnel à partir de là est transformé en profondeur avec le règne de la dynastie Pahlavi (1926-1979) qui se détache de la charia, celle-ci ayant montré ses limites et son incapacité à régir la vie juridique du pays. Mohammed Reza Shah Palavi introduit un droit moderne où les principes des droits de l'homme sont partiellement présents.
La période la plus démocratique que connut l'Iran, sous Mossadegh premier ministre du gouvernement du shah au début des années 1950, est cependant suivie de régressions des droits de l'homme, sous l'impulsion du chah Mohamed Reza Pahlavi lorsque son pouvoir commence à être contesté par diverses forces dont les islamistes, mais également les libéraux et l'opposition de gauche, auxquelles il oppose la répression. Puis sous le gouvernement islamique qui vit Khomeini imposer au pays le retour à la charia, à la suite de la révolution islamique de 1979, les droits de l'homme sont abandonnés dans leur principe et dans la réalité de la vie de la société iranienne.
Toutefois, les libertés sont une tradition ancienne en Iran. Dans l'Antiquité, à l'époque de la dynastie des Achéménides, on constate l'existence d'une grande tolérance en matière religieuse sous forme d'un pluralisme religieux admis, de droits individuels et d'une conception relativement égalitaire de la condition des femmes. Elles sont l'œuvre des réformes de Cyrus II au VIe siècle avant notre ère qui toutefois ne lui survivent que partiellement, et sont caractéristiques de la période préislamique. Ces principes de liberté ne survivent guère à la conquête de la Perse par les Arabes au VIIe siècle et l'importation de l'islam fait disparaître les religions perses antiques, c'est pourquoi les libertés connaissent des sorts très divers au cours de l'histoire du pays.
Au cours du XXe siècle, l’Iran subit à plusieurs reprises des bouleversements sociaux et politiques, s'accompagnant de changements multiples dans l'application des droits humains fondamentaux. Un nationalisme inséparable de la religion caractérise le pays au XIXe siècle suivi d'une première révolution, en 1906, qui a doté l'Iran d'une monarchie de type parlementaire. Soixante-dix ans plus tard, la révolution qui a renversé le Shah, se produit au nom de la religion et restaure les valeurs de l'islam comme source du droit. Alors une période de terreur suit l'instauration de la république islamique. Cependant la généralisation de l'accès à l'éducation et l'arrivée au pouvoir de réformistes en 1997 se traduisent, durant un temps assez bref par la reconquête de certaines libertés, qui disparaissent à nouveau avec l'élection d'Ahmadinejad en 2005 sous le contrôle de l'ayatollah Khamenei.
Ces dernières années, malgré des critiques internationales - plusieurs résolutions de l'Assemblée générale et de la Commission des droits de l’homme de l’ONU portant sur le non-respect par l’Iran de la Déclaration universelle des droits de l'homme et des conventions afférentes - malgré des interventions réitérées de l'Europe, concernant les violations des droits de l'homme en Iran, et les demandes de l'UE faites à l'Iran de respecter les droits de l'homme, le gouvernement de la république islamique d’Iran continue de restreindre la liberté d’expression, de réprimer ses opposants politiques, d’avoir recours à la torture, aux punitions telles que lapidation, amputations, et à la peine capitale, y compris pour les mineurs, de pratiquer la discrimination envers les femmes et des minorités. Depuis 2005 les exécutions capitales et les détentions arbitraires se multiplient.
Paradoxalement, la société iranienne se modernise et des élections sont régulièrement organisées, bien que la régularité de celles organisées sous la présidence d'Ahmadinedjad soient fortement contestées par les Iraniens, au point que les organisations des droits de l'homme parlent de "mascarade électorale". On a pu imaginer que la façon dont les droits de l'homme sont pris en compte en Iran pourrait évoluer avec la modernisation de la société. Mais cette évolution a été remise en cause depuis l'élection présidentielle de 2005 et, plus radicalement encore, depuis celle de 2009.

## Conditions d'études
La perception des droits de l’homme en Iran est influencée par deux facteurs. Tout d’abord, l’Iran est une république islamique qui s’est dotée d’un système judiciaire et de lois dérivées du droit musulman. Le pouvoir iranien actuel exerce un contrôle important sur ses citoyens dont il restreint étroitement les libertés. Ce contrôle est exercé notamment au moyen d’arrestations et d’emprisonnements arbitraires comme le montrent les exemples d’Akbar Gandji ou de la répression des protestations étudiantes.
Rapporter l’ensemble des faits liés à la situation des droits de l’homme et des minorités en Iran est difficile. L’accès à l’information par les journalistes et les chercheurs étrangers est contrôlé. Selon Jacques Leclerc, du Centre international de recherche en aménagement linguistique de l’Université Laval, certains Iraniens refusent de rapporter la situation exacte dans leur pays par peur de représailles de la part du gouvernement. D’un autre côté et pour des raisons opposées, les rapports fournis par l’opposition politique au régime iranien sont difficiles à vérifier.
De nombreux rapports donnent des informations concernant le non-respect des droits de l'homme, tels ceux de la FIDH qui produit un dossier sur la peine de mort en Iran ainsi présenté : « Alors même que le nombre d’États abolitionnistes ne cesse de croître dans le monde, l’Iran se place au deuxième rang mondial s’agissant du nombre d’exécutions après la Chine, et détient le plus fort taux d’exécution par habitant ». À ce propos la FIDH parle d'une « politique de la terreur » dont la peine de mort est le moyen, car elle est appliquée pour de multiples raisons, aussi bien politiques que privées. Un rapport fait le point sur la violation des droits de l'homme qui continue d'être préoccupante, ou encore les rapports d'Amnesty International ou de Human rights watch qui donnent des recensions des événements relevant de la violation des droits de l'homme.

## Histoire: principes de droit et de liberté depuis l'ancienne Perse et dans l’histoire de l’Iran

### Antiquité
Les Grecs eurent une grande admiration pour Cyrus : ses historiens qui nous ont laissé des témoignages par lesquels nous est parvenue la connaissance détaillée du gouvernement de Cyrus. Ce sont Hérodote., et Xénophon, dans l’ouvrage qu’il consacra entièrement à Cyrus le Grand, dans lequel il décrit l’empire achéménide fondé par Cyrus comme stable et justement administré car il repose sur des principes de droit rompant avec le passé et sur une citoyenneté acquise sur la base d’une satisfaction aux obligations militaires et fiscales ; l’armée y élit ses officiers et, passé une certaine ancienneté, elle reconnaît le droit du soldat à servir dans sa province d’origine. De même Platon juge Cyrus dans Les Lois comme un souverain juste et sage.

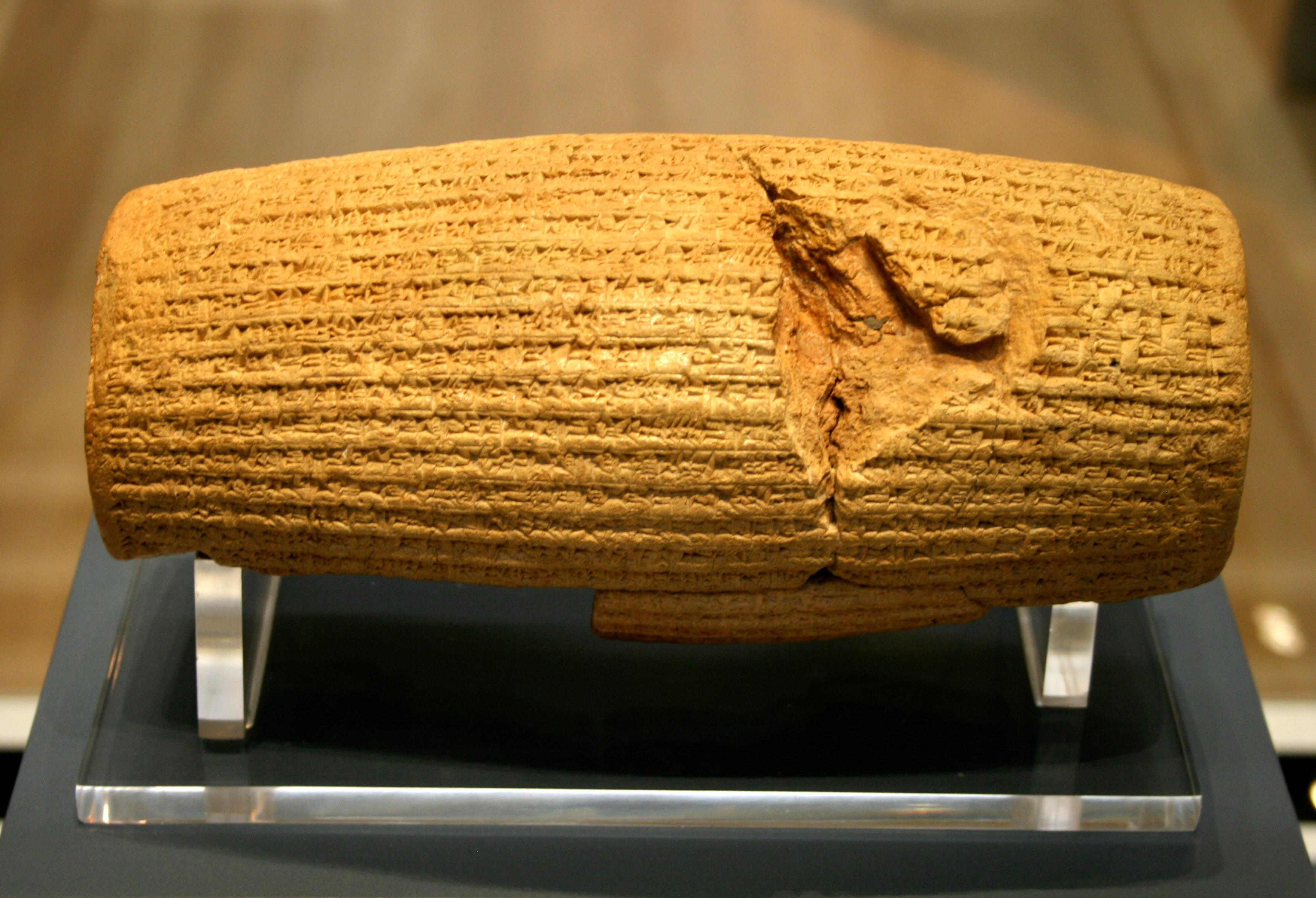
Le cylindre de Cyrus conservé au British Museum. (Livius)

En effet dès son couronnement faisant suite à la conquête de Babylone en - 539, Cyrus le Grand édicte des principes de gouvernement et de droit qui devaient demeurer dans l'histoire comme un modèle de sagesse, de tolérance et de justice propres à pacifier un Empire composé de peuples distincts, ce dont Alexandre le Grand de Macédoine s'inspira quand il fonda son Empire à la suite de Cyrus, en marchant sur ses traces. Cyrus fit graver ces principes sur un cylindre découvert en 1879. Ce document, est le premier texte édictant une charte du droit des nations (ce que l'on nomme aujourd'hui droit international). Il décrit un certain nombre de droits qui appartiennent aux sujets de l'empire dont les premiers principes sont l'égalité raciale, linguistique et religieuse, la libération des esclaves et des peuples déportés à qui est accordé le droit de rentrer chez eux. Certains auteurs considèrent cette charte comme constituant les prémisses des droits humains fondamentaux reconnaissant les libertés dont les Déclarations universelles des droits de l'homme feront des droits imprescriptibles :
- Le texte établit le consentement des sujets à la souveraineté, et la résolution pacifique des conflits.
- Il interdit l’esclavage et le travail forcé, reconnaît le droit au salaire, le droit au travail, et à la propriété.
- Il garantit la liberté de religion et de conversion, de circulation, et le respect des traditions et coutumes.
- Il introduit le principe de la responsabilité individuelle de la faute.
- Il consacre le respect des droits édictés, la lutte contre l’oppression, et affirme le droit à la vie.

Du fait de l’interdiction de l’esclavage, tous les palais des rois perses ont été construits par des ouvriers libres à une époque où les esclaves réalisaient généralement les grands travaux. De même, l’armée perse est une armée de conscription et de mercenaires.
En vertu de ces principes, la même année, Cyrus promulgue un décret qui autorise le retour des juifs à Jérusalem, tout en les aidant matériellement et financièrement. Les livres bibliques des Chroniques et d’Esdras mentionnent ces réformes de Cyrus qui fut tenu pour un grand souverain par les Hébreux, tout comme par les Grecs. Cyrus se présentait lui-même comme un second Isaïe, en se référant du reste au livre d'Isaïe dans la Bible.
Imprégné du zoroastrisme, qui proclame l’importance des principes de liberté, de justice, et d’égalité des sexes,, le monde achéménide apparaît donc comme un des lieux ou se sont élaborés des droits fondamentaux.

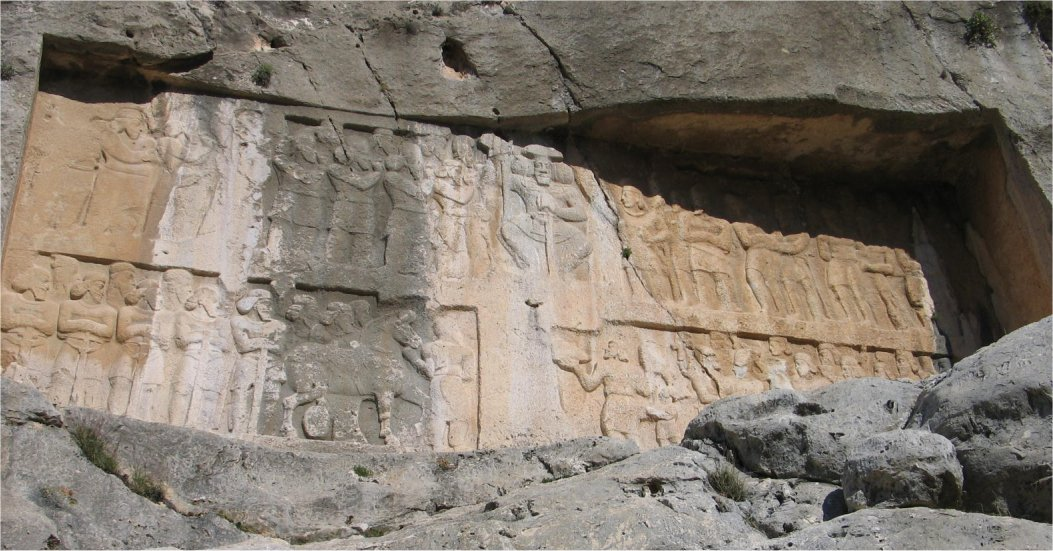
Bas relief Sassanide représentant Shapur II victorieux d’une révolte, un soldat (en bas à droite) lui présente deux têtes de révoltés décapités

Ce modèle politique sera repris par Alexandre le Grand lors la conquête de la Perse et la fondation de son empire qui s'inscrit dans les traces de Cyrus. Alexandre suivra la voie tracée par Cyrus et Darius et conservera cette conception d'une royauté tolérante. Il s'inscrit dans l'héritage des Achéménides dont il perpétue les modes de gestion et d'administration. Ce modèle se poursuit encore en se transformant avec la mise en place de la dynastie Séleucide. Certains de ces principes se retrouveront par la suite à l’avènement de l’empire parthe et aux débuts de l’empire sassanide où la tolérance et la reconnaissance de libertés en matière de diversité culturelle assure la coexistence pacifique des peuples au sein de l'Empire. Comme sous les Achéménides, l’Iran de la période parthe se distingue par le respect des différences raciales et linguistiques garantissant la coexistence culturelle et sociale de ses différents peuples. Cette coexistence autorise aussi de nombreux échanges commerciaux. L’expansion romaine et les guerres perso-romaines amèneront progressivement l’empire à la recherche d’une identité culturelle unifiée en opposition à la culture gréco-romaine et à la religion chrétienne. L’empire sassanide adopte donc le zoroastrisme comme religion d’État, et restreint sévèrement la liberté religieuse. Juifs et chrétiens subissent ainsi une répression marquée qui n’épargnera pas non plus les manichéens. Une période de fondamentalisme religieux naît donc sous les Sassanides, divisant profondément la société perse et affaiblissant l’empire. La désorganisation et la confusion sociale sont, par la suite, renforcées avec l’émergence du mazdakisme, porteur d’une vision collectiviste de la société. Cette religion a, pendant un temps, une influence importante sur le pouvoir ; cette influence augmente encore la désorganisation de l’État. La reprise du contrôle de l’État par les prêtres zoroastriens, puis le retour au système de classes passé sont difficilement acceptés par les basses classes sociales. L’empire sassanide s’effondre avec l’invasion musulmane,.

### Période médiévale
Cette tradition ancienne de tolérance et de respect des diversités cesse avec l'invasion arabo-musulmane en 642 qui constitue un tournant dans l'histoire de la Perse, tendant à effacer ses spécificités.
Les Arabes imposent dès lors à la Perse, avec une grande violence, leur religion, l'islam, leur langue et leur écriture.
L’invasion arabo-musulmane s’accompagne de pillages et de sacs des villes vaincues, pratiques courantes à l’époque. La pratique de l'esclavage fait son apparition, contrairement à la tradition perse séculaire, et le profit tiré de la vente des prisonniers comme esclaves est particulièrement mal ressenti par les Perses.
Toutefois un siècle plus tard, les Perses se révolteront contre les Omeyyades venus de Bagdad, à la domination desquels ils veulent échapper. Toujours sous gouvernement arabe dont les membres occupent les places dominantes, ils retrouveront cependant leur langue, conserveront l'écriture arabe, et, pour résister, en matière de religion, adopteront le chiisme, une version singulière de l'islam se réclamant d'Ali, qui repose sur la conception messianique de l'attente du retour de l'imam caché.
Cependant avec la conquête de la Perse par les Omeyyades, les discriminations raciales touchant les populations récemment converties et les exactions sanglantes marquent les premiers temps de la conquête islamique de la Perse. Ainsi, on attribue à Ghotaibeh ben Muslim Belali, commandant Omeyyade chargé d’opérations militaires en Mésopotamie, l’ordre de faire « couler des flots de sang suffisants pour entraîner des moulins à eau », puis de « mélanger le sang à de l'eau car la coagulation les bloquait ». Encore influencés par le mazdakisme, les Perses attendent le retour d’un système sans classes et l’instauration d’une fraternité avec les envahisseurs musulmans. Sous la nouvelle religion dominante, un autre système de classes s’instaure consacrant la domination arabe et l'adoption de l'islam comme religion dominante imposant ses règles à l'ensemble de la société, les Perses non musulmans devenant alors des dhimmis, l’égalité des sexes cédant la place à l’exclusion des femmes des affaires publiques et à une inégalité institutionnalisée.

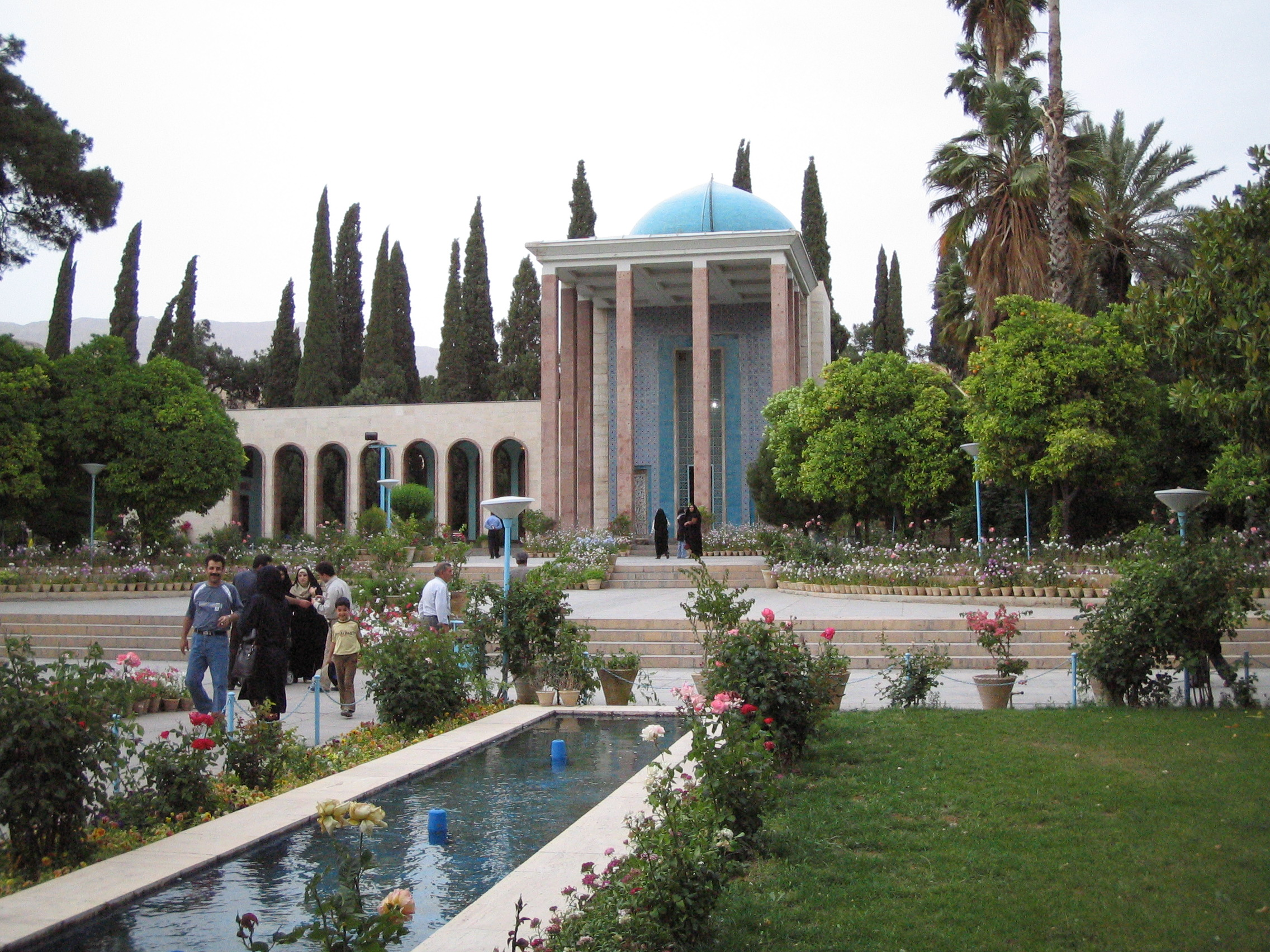
Le tombeau de Saadi à Shiraz

Sous la domination arabe, l’expression politique, artistique et culturelle perse connaît une période de récession de deux siècles. Pendant cette période, les musulmans combattent les formes représentatives, assimilées à de l’idolâtrie. Les dhimmis (les non-musulmans) sont soumis au paiement de taxes spéciales (jizya). Les mariages interreligieux sont prohibés pour les musulmanes. Seuls les musulmans peuvent pratiquer certains travaux ou activités. De plus, les populations non musulmanes peuvent être soumises à l’esclavage, contrairement aux musulmans. Même si la culture perse connaît par la suite un nouvel âge d’or, se répandant au travers de toute la civilisation islamique, la pensée philosophique, artistique, et scientifique subit, à partir du XIe siècle, les effets du fondamentalisme religieux. Elle doit alors tenir compte dans son expression de la théologie et des commandements religieux,. Toutefois, au cours des siècles suivants, l’Iran est administré par plusieurs dynasties régnant au même moment sur des territoires différents. Chaque souverain a donc sa propre politique vis-à-vis de l’ouverture religieuse. L’influence grandissante des penseurs perses se généralise au monde musulman au point d’asseoir une domination quasi complète. En effet, de multiples souverains ont des conseillers et ministres perses. Leur manière de gouverner peut être soumise aux influences et critiques littéraires. Ainsi, le poète moraliste Saadi consacre une grande part du Golestan (« le jardin de roses »), une de ses œuvres majeures, à l’art du gouvernement. La capacité d’entendre la critique ou la colère, même exprimée par une personne humble, et de les pardonner, le respect de la vie, l’humilité, l’intelligence et l’honnêteté sont ainsi érigés en valeurs devant guider le roi dans son gouvernement.
L’invasion mongole de l’Iran est marquée par des massacres de masse, ainsi que par la destruction de nombreuses villes iraniennes (donc des centres culturels, littéraires et scientifiques). La violence devient le principal mode d’exercice de la domination. La population iranienne baisse nettement. De plus, l’éclatement des structures de la société iranienne entraîne la ruralisation de la population. Suivant la réorganisation sociale, le droit se tribalise et les punitions collectives deviennent courantes. Les traces de cette modification profonde de la société iranienne perdurent durant des siècles et sont encore visibles de nos jours dans le droit coutumier iranien. Paradoxalement, la domination mongole s’accompagne d’un renouveau de la tolérance religieuse qui laisse se développer l’islam chiite, et lève les restrictions imposées aux juifs, chrétiens, et zoroastriens.
La fin de la domination mongole avec Tamerlan est marquée par le retour de nouvelles restrictions religieuses. Une période de persécution s’ouvre, touchant également les musulmans sunnites : conversions forcées, massacres ou ségrégation seront particulièrement importants au XVIe siècle sous la dynastie des Séfévides. Sous leur règne, le chiisme duodécimain est adopté comme religion d'État pour la première fois de l'histoire du pays.

### Entrée dans la modernité
Dès l’époque qajare, certains iraniens commencent à se battre pour le concept naissant des droits de l’Homme. Ce sont les Baha’is qui, les premiers, se prononcent en faveur de l’émancipation féminine. La première femme apparaissant non voilée en public est Fatemeh, née en 1814, qui est une figure de ce mouvement. Des femmes issues de ce mouvement telles Khorshid Khanoum et Roustameh voyagent alors en Iran pour sensibiliser le peuple perse à propos de l’émancipation féminine. Fatemeh finit exécutée par pendaison pour avoir tenté de tuer Nasseredin Shah.
Au cours du XIXe siècle et à l’aube du XXe siècle, de nombreux modernistes iraniens ayant voyagé en Europe afin d’y suivre de hautes études, ramènent en Iran certaines idées occidentales, dont le concept des droits de l’Homme. C’est à cette époque que se développe la presse en Iran : le premier journal est imprimé en 1835. En 1907, pendant la révolution constitutionnelle, le pays compte 90 journaux, et les idées modernistes se propagent dans le pays grâce à ceux-ci.
L’opposition à la politique des Shahs qajars a joué un grand rôle dans la formation des droits humains en Iran. Cette opposition politique se manifeste d’abord par la révolte du tabac qui a eu lieu en 1891. C’est une révolte nationaliste contre les concessions sur le marché du tabac accordées aux Britanniques par Nasseredin Shah. La révolte est menée par le clergé et les intellectuels iraniens et porte en elle les germes de la révolution constitutionnelle.
La révolution constitutionnelle de l’Iran met en place en 1906 une monarchie constitutionnelle en Iran. Une assemblée constituante et législative est alors formée, mais les débuts du constitutionnalisme en Iran sont difficiles. Ahmad Shah, avec l’aide de la Grande-Bretagne et de la Russie, dissout le Madjles (assemblée nationale) en 1908 et déclare la loi martiale. Quand l’assemblée est reformée 17 mois plus tard, elle vote ses premières lois : code des impôts, loi sur les élections et lois sur l’éducation.
Pour la première fois en 2 000 ans depuis Cyrus le Grand, l’Iran se base sur une Constitution pour régir les interactions entre citoyens et définir les droits minimaux.

### Période Pahlavi

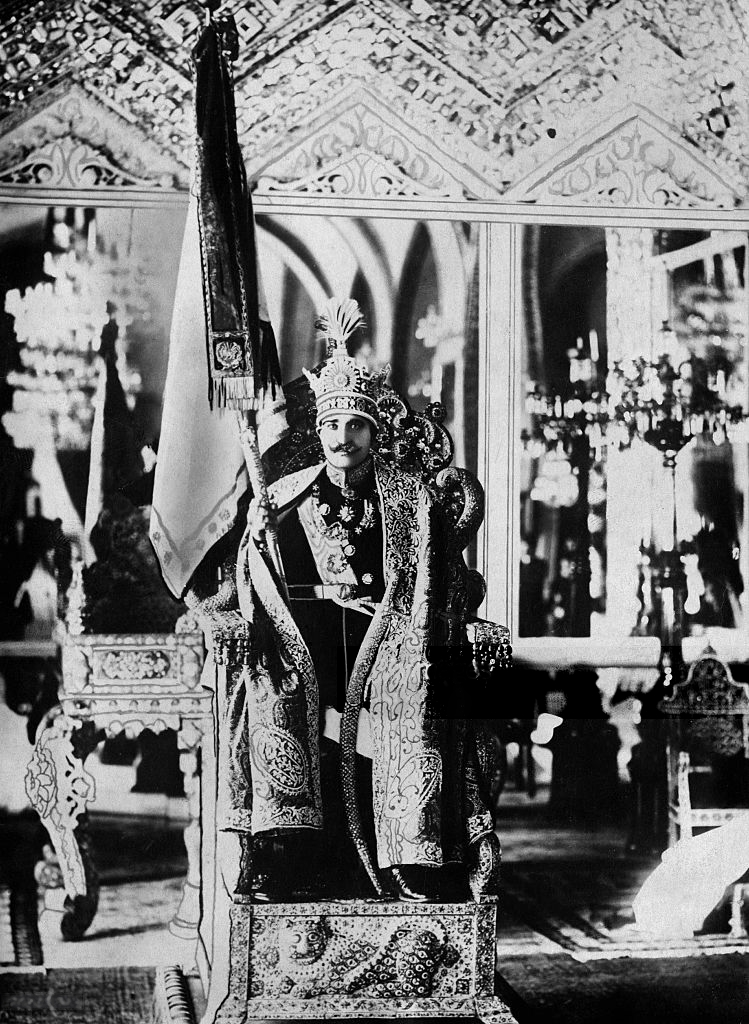
Couronnement de Reza Shah Pahlavi le 25 avril 1926

L’influence conjointe des puissances étrangères et des militaires iraniens met un terme à la dynastie qajare en 1924. Le ministre de la guerre d’alors, Reza Khan est installé sur le trône sous le nom de Reza Shah Pahlavi.
Reza Shah avait pour projet de faire de l’Iran une république, sur le modèle de ce que fit Atatürk en Turquie mais il fut contraint d'y renoncer partiellement du fait de l’opposition du clergé. Son ambition était de moderniser l’Iran en développant l’industrie et en créant des infrastructures importantes, ce qu'il fit en réalisant le chemin de fer national par exemple. Il créa un système d’éducation public national, et effectua une amélioration importante du système de santé. Il réalisa une réforme de la justice, qui était précédemment contrôlée par le clergé. Son œuvre marquante fut aussi la création du code civil et la réalisation d'une certaine laïcité iranienne : en 1935 il édicta l’interdiction du port du voile pour les femmes et l’obligation de porter un habit « à l’occidentale » pour les hommes. Pour l'ensemble de ces réformes il lui fallait un gouvernement centralisé et fort. C'est lui qui transforma le nom de la Perse en Iran en 1935 qui était le nom du pays en langue locale.
Cette époque de changements est difficile, les réformes étant imposées autoritairement à une partie de la société. Les membres du Majles, en particulier, subissent de fortes pressions pour faire monter Reza Khan sur le trône et pour voter ses réformes constitutionnelles. Le style de gouvernement de Reza Shah est cependant perçu comme autoritaire par une partie de la société. Il veut faire entrer l’Iran dans la modernité par la force (il rencontre tout de même l'opposition d'une frange de la population). Reza Shah initie sa politique de Kashf-e Hijab, impopulaire dans les catégories de la population attachées à la religion, bannissant le port du hijab en public et de progrès vers la laïcité. Alors une part de la société perd le droit de s’exprimer et tout désaccord avec la politique du régime est réprimé. Ce style de gouvernement autoritaire entraîne de grands mécontentements dans le pays. L’assemblée nationale Majles reste en place mais vote dans le sens des réformes proposées par le nouveau Shah. L’opposition politique est quasiment inexistante.
En 1930, le commerce des esclaves est définitivement prohibé en Iran par une loi votée par le Majles.
Au cours du règne de Reza Shah, la centralisation des pouvoirs dans les mains du Shah devient de plus en plus grande. L’arrivée au pouvoir de son fils, Mohammad Reza Shah Pahlavi permet de continuer l'œuvre entamée par Reza Shah, les réformes modernes et ce processus de centralisation du pouvoir dans les mains du souverain. Cependant, le style de gouvernement est différent dans les premiers temps, et prend des mesures populaires et démocratiques étendant les droits de l'homme, telles que la réforme agraire, le droit de vote accordé aux femmes, et la suppression de l'illettrisme par un système d'éducation national, public et ouvert aux femmes car Mohammad Reza Shah a été éduqué aux idées démocratiques occidentales au cours de son éducation en Suisse.
La période entre 1941 et 1953 est peu marquée sur le plan des droits de l’homme, car le pays doit faire face à la guerre, à une situation économique préoccupante et à des problèmes extérieurs avec la Russie (crise irano-soviétique). Cependant le style de gouvernement de Mohammad Reza Shah est de plus en plus coupé de la vie politique iranienne et en 1953, il veut se soustraire d'abord à la puissance soviétique, puis à celle des Britanniques. Avec la crise provoquée par la nationalisation du pétrole décidée par le gouvernement démocratique de Mossadegh, le Shah autorise la préparation d’un coup d’État organisé par la CIA : l’opération Ajax. Après ce coup d’État qui fait chuter le premier ministre Mossadegh, Mohammad Reza Shah est réinstallé sur le trône et se met alors à gouverner de manière de plus en plus autocratique. Il va devenir en une décennie l’autorité finale sur toutes les questions de politique intérieure et étrangère.
C’est immédiatement après la crise de nationalisation du pétrole que le Shah fonde la SAVAK, une police politique, avec l’aide de la CIA. La SAVAK réprimera durement tous les opposants politiques au Shah, qu’ils soient en Iran ou en exil. En se servant des revenus du pétrole, qui augmenteront après 1973, le Shah poursuit une politique visant à faire de l’Iran une puissance régionale et mène une réforme sociale et économique en profondeur du pays. Il continue cependant à repousser des changements démocratiques et se refuse à accorder davantage de libertés politiques et civiques significatives.
Même si l'Iran ne respecte pas scrupuleusement les droits de l'homme sous le régime du Shah, perçu comme autoritaire et autocratique, il souscrit officiellement aux droits de l'homme, à leurs Déclarations, du moins et il mène une action de réflexion sur ceux-ci conjointement aux pays du monde entier qui y souscrivent. Entre le 22 avril et le 13 mai 1968, la Conférence internationale des droits de l'homme se réunit à Téhéran afin de passer en revue les progrès accomplis depuis l'adoption de la Déclaration universelle des droits de l'homme en 1948 et pour dresser un programme pour l'avenir. Cette réunion donnera naissance à la proclamation de Téhéran.
Cependant, après son couronnement grandiose en 1967 où il devient empereur d'Iran et surtout après 1976 où il remplace le calendrier islamique par un calendrier impérial qui fut celui de l'ancien Empire perse fondé par Cyrus dans la lignée duquel il voulut s'inscrire, Mohamed Reza Shah commence à provoquer des contestations, ces innovations étant perçues comme anti-islamiques, mais aussi du fait d'inégalités sociales qui accompagnent le développement d'un système économique capitaliste. Dès lors les protestations venues des milieux islamistes, s'ajouteront à celles venues des milieux libéraux protestant contre le manque de liberté d'expression et de l'opposition communiste protestant contre les inégalités.
En effet, l'opposition est sévèrement réprimée. En 1978, à la veille de la Révolution islamique, le nombre de prisonniers politiques en Iran est évalué à 100 000 personnes par des organisations comme Amnesty International. Le non-respect des droits de l’Homme en Iran sera en partie la cause de la révolution iranienne qui débute en 1978.

### Révolution iranienne et instauration de la république islamique d'Iran
Les violations des droits de l’homme sous le règne du Shah et son pouvoir dictatorial, sont une des causes de la révolution iranienne, les Iraniens espérant obtenir des libertés dont ils étaient privés.Toutefois si le nouvel ordre islamique installé en 1979 condamne le règne du Shah dans la constitution issue de la révolution c'est en invoquant le fait que les violations des droits de l'homme et l'absence de libertés, seraient dues à un gouvernement laïc, sans Dieu. Déniant l'universalité des droits de l'homme déclarés « étrangers », le préambule à la Constitution iranienne islamique affirme la particularité nationale et religieuse de la Constitution : « Notre nation, au cours de son développement révolutionnaire, s'est débarrassée de la poussière et des impuretés accumulées lors du passé taghuti [infidèle, athée] et a purgé les influences idéologiques étrangères, faisant retour à d'authentiques points de vue intellectuels et conceptions du monde islamiques ».
Cette Constitution précise même les exactions subies par les opposants au régime, tout en promettant « une société modèle et idéale basée sur les normes islamiques ».
Cette déclaration est toutefois rapidement contredite dans les faits : une période de terreur s’installe immédiatement après la révolution et des grandes purges sont organisées, contre tous ceux accusés d'être « royalistes », partisans du Shah, puis très vite contre toutes les forces n'approuvant pas l'imposition d'un système islamiste sans concessions à la société, qui vont être systématiquement éliminées les unes après les autres, tandis que des milliers de militaires sont démis de leurs fonctions et que sont mises en place des milices armées au service de la révolution, les comités révolutionnaires qui deviendront les Pasdaran, agissent sans contrôle du gouvernement et en dehors des lois, ce qui forcera les premiers ministres successifs, Bazargan et Bani Sadr à démissionner et tenter d'organiser l'opposition depuis l'étranger.
Cette terreur prend la forme de l’application d’une justice sommaire et d’exécutions massives de cadres et officiels du régime du Shah ou de personnes présentant des liens même ténus avec l’ancien régime. Cette répression sanglante s’étend en 1980 à l’ensemble des opposants, et touche principalement les organisations marxistes dont certaines s’opposent violemment au régime. Le parti Tudeh, communiste, est sévèrement réprimé et ses membres pourchassés et tués. En 1982, la direction du parti est arrêtée et emprisonnée, puis plus de 5 000 membres du parti sont aussi exécutés. Le parti est interdit. Ses membres survivants prennent la voie de l'exil. L’invasion du territoire par l’Irak ainsi que la tentative de guerre civile par l’opposition marxiste armée des Moudjahiddins mettent en danger la révolution islamiste. Cette mise en danger accélère le durcissement de la politique de répression et le contrôle du pays par le régime,,.
Après un attentat visant le siège du parti de la république islamique, l’État répond par des exécutions de masse qui marqueront le point culminant de la terreur post-révolutionnaire.
Les tribunaux iraniens d'exception, contre lesquels protestent les juristes et les défenseurs des droits de l'homme, décident de l’exécution de milliers de prisonniers politiques, dont de nombreux membres des Moudjahidines du Peuple. En 1988, Khomeini émet une fatwa visant à l'élimination des Moudjahidines. Selon Mohammad Mohaddessin, 30 000 moudjahidines seront exécutés dans les mois qui suivent. Selon l'OMPI, (organisation des Moujahidines du peuple) depuis 1981, plus de 120 000 opposants ou sympathisants de l'OMPI ont été exécutés en Iran.
Toute opposition est non seulement interdite mais éliminée physiquement et ne survit, dispersée, qu'à l'étranger pour ceux qui ont réussi à échapper au massacre, qu'ils soient anciens partisans du Shah, Kurdes, démocrates, communistes ou moudjahidines.
Les opposants sont soumis à la terreur d'une justice arbitraire qui a définitivement enterré toute référence aux droits de l'homme. L'État islamique se révèle un État d'exception persécuteur de toute opposition, interdisant toute liberté et toute différence : des anciens responsables politiques sont exécutés malgré les protestations internationales, tel Amir Abbas Hoveida, premier ministre du Shah, des membres des minorités ethniques sont également exécutés, en particulier les Kurdes. Les Comités de la Révolution (armés) font régner la terreur en procédant à des arrestations multiples. Khomeini, en 1979, envoie l'armée tirer sur les Kurdes. L’ayatollah Sadeq Khalkhali déclare que « chaque citoyen a le droit d’être un exécuteur », et que « le croyant ne doit pas s’embarrasser de formalités » ; Khalkhali introduit aussi le concept de « culpabilité évidente », faisant de la présomption de culpabilité l’élément dominant du procès.
En décembre 1982, l’ayatollah Khomeini estime le temps venu d'effectuer une volte-face et décrète que l’État a le devoir de protéger les citoyens ; il demande alors, après en avoir été l'inspirateur en tant que Guide Suprême, l’arrêt des exécutions sommaires qui diminuent progressivement, mais provisoirement, avant de reprendre à plus grande échelle encore en 1988-89,.
Parallèlement, en 1980, afin de stabiliser le régime et favoriser l’islamisation du pays, une révolution culturelle est lancée. Le but de cette « révolution culturelle » est de réaliser le contrôle de l'islam sur l'éducation, étant donné que le pays connaît depuis les Pahlavi, une tradition d'éducation généralisée de la jeunesse, entièrement scolarisée et nombreuse à poursuivre des études supérieures. En mars 1980, Khomeini ordonne la prise de contrôle des campus dans son message de Norouz (nouvel an iranien). Le mois suivant, l’ayatollah Ali Khamenei, alors président de la République, appelle, au cours d’une prière du vendredi, à la guerre sainte (Jihad) contre les étudiants iraniens.
En effet, il accuse ces étudiants de transformer les amphithéâtres en foyers de guerre contre l’État islamique. Des attaques violentes suivent, faisant plusieurs morts et blessés dans les rangs des étudiants qui sont expulsés de leurs universités. Les universités ayant auparavant fait campagne contre la monarchie sont fermées pendant 2 ans. Après leur réouverture, les campus sont réduits au silence, et les étudiants n’étant pas affiliés au régime sont interdits de participer à des mouvements. Les associations d’étudiants musulmans reçoivent également le mandat d’espionner les étudiants et les enseignants.
La répression de l’opposition ne fait cependant pas l’unanimité du clergé iranien. L’ayatollah Hossein Ali Montazeri, successeur pressenti de Khomeini s’élève avec constance contre les abus du pouvoir et critique les violations des droits de l’homme par le régime. Il est alors écarté de la succession au poste de Guide de la révolution au profit de l’ayatollah Ali Khamenei, et sera même arrêté en 1997. Il va passer 5 ans en résidence surveillée et reste sous surveillance depuis 2002.
La révolution islamique élimine toute opposition et interdit toute liberté d'expression avec des méthodes de terreur. Les journaux indépendants sont fermés, la presse et les médias sont sévèrement contrôlés. Dès 1980 les élections aux Majlis sont suspectées de fraudes au profit de l'IRP, parti de la révolution islamique, lorsque sont rejetées les accréditations de députés n'appartenant pas à l'IRP. En 1984 les élections considérées comme n'étant pas libres sont boycottées par l'IFM, le parti de Mehdi Bazargan, premier ministre, qui n'a cessé de protester contre la suppression des libertés fondamentales durant l'exercice de sa fonction. À la fin des années 1990, il est devenu clair pour un grand nombre d’Iraniens qu’ils ont affaire à des types d’abus bien pires encore que sous le régime précédent dont ils avaient pourtant voulu se débarrasser de l'emprise pour ses manquements aux droits de l'homme. Un désenchantement à l'égard de la théocratie islamiste qui a fait de la violation des droits de l'homme le point crucial de la contestation, et qui, combiné à la corruption et à la mauvaise gestion de l’économie nationale, atteint des degrés explosifs et montre que les Iraniens ne croient plus à une solution qui se trouverait dans l'islam.
La situation s'est encore aggravée depuis l'élection de l'ultra-conservateur Ahmadinedjad en 2005 et depuis les dernières élections de 2009, fortement contestées, de sorte que le régime semble désormais engagé dans une fuite en avant, reposant sur la seule répression, ce à quoi s'oppose la société et ce que contestent de plus en plus de courants y compris parmi les hauts dignitaires religieux,.

### Arrivée au pouvoir des réformateurs (religieux pragmatiques)
Le mécontentement des Iraniens s’exprime avec l’élection en 1997 de Mohammad Khatami, un clerc réformiste (Hojjat-ol-Eslam). Il a fait campagne pour l’établissement d’un État de droit et l’amélioration de la protection des droits de l’homme. Une fois élu, Khatami œuvre pour « la création d'une société civile dans laquelle les êtres humains et leurs droits sont respectés, et où les citoyens ont le droit de remettre en cause leurs hommes d'État. » Il appelle aussi à une révision de la constitution et à la limitation des pouvoirs du gouvernement. Khatami reconnaît les violations des droits de l’Homme perpétrées par le régime. Il admoneste aussi le fait que l’islam pose des limites aux libertés individuelles.
Les libertés publiques et en particulier celle de la presse, connaissent un essor sans précédent, et les médias constituent le moyen principal d’expression des réformateurs de tous bords. Cependant, les journalistes évitent de discuter de l’interdiction de consommer de l’alcool et du port obligatoire du voile pour les femmes car ces sujets sont sensibles. Ils évitent aussi de critiquer le principe du Velayat-e faqih, qui est considéré comme infaillible par le pouvoir en place.
Ces positions dérangent fortement les religieux conservateurs qui font tout pour empêcher les réformes lancées par Khatami et se servent de leurs alliés dans d’autres institutions (Système judiciaire, Pasdaran, Basij) pour emprisonner et terroriser les partisans de Khatami. La situation est tellement préoccupante pour les conservateurs qu’ils mènent une campagne d’assassinats de dissidents et d’intellectuels fin 1998. Cette manœuvre a pour but d’intimider et d’éliminer les critiques du régime. L’ayatollah Mohammad Yazdi demande même aux juges d'agir au cours d’un de ses sermons. Il se justifie en disant qu’« il ne doit pas être permis à des individus de prendre un stylo et d’écrire ce qu’ils veulent ». Une autre justification est que « le développement incontrôlé des libertés menace les fondements de la révolution ».
Pendant la période où les réformistes sont au pouvoir, des dizaines de journaux sont fermés. Plusieurs religieux réformistes sont jugés et condamnés sous des prétextes divers par le tribunal spécial du clergé, comme le montre l’exemple de l’Hojjat-ol-Eslam Abdollah Nouri, éditeur du journal Khordad. Ce religieux réformateur, critique de la répression, est accusé d’insultes à Khomeini et de publication d’articles religieux puis condamné à cinq ans d’emprisonnement. Il est envoyé à la prison d’Evin, fondée par la SAVAK, ex-police secrète du Shah.
Au cours de l'année 1999, des protestations étudiantes connues sous le nom de 18 Tir sont durement réprimées.
Les personnalités en faveur de l’amélioration des droits de l’homme deviennent de plus en plus nombreuses. Abdul Karim Soroush, ancien commissaire à la révolution culturelle islamique, revoit ses positions et défend les droits de l’Homme. Il admet que ce concept est une découverte importante de l’humanité et dit en 1999 « nous devons reconnaître quelques droits de l'Homme, basiques et universels pour tout le monde ».
Les réformistes alliés à Khatami remportent une nouvelle victoire aux élections législatives (Majles) du 18 février 2000. L’humiliation des conservateurs dans les urnes les fait réagir et un par un, les résultats électoraux sont invalidés. Les journaux réformateurs favorables à Khatami sont fermés l’un après l’autre, et des journalistes sont jetés en prison (Akbar Gandji par exemple). Des ultra-conservateurs comme l’ayatollah Mohammad-Taqi Mesbah Yazdi demandent publiquement le recours à la violence pour défendre l’Islam, menacé par ceux qui demandent la démocratisation et l’ouverture.
Le président Khatami ne peut réaliser ses réformes à cause des conservateurs, qui reviennent sur le devant de la scène politique en 2005, avec l’élection de Mahmoud Ahmadinejad, maire conservateur de Téhéran.

### Violation des droits de l'homme après les élections contestées de juin 2009
Lors des élections contestées de 2009, de nombreuses manifestations mènent au déploiement de moyens anti-émeutes et à des arrestations. Des centaines de personnes auraient été blessées, et dix auraient perdu la vie. Pour Khamenei, les responsables sont les chefs politiques du camp réformateur déçus par le résultats des élections. Pour Human Rights Watch, les conflits sont un prétexte du gouvernement iranien pour renforcer sa répression contre l'opposition politique à la suite des élections.
Les Iraniens descendirent dans la rue pacifiquement, protestant aux cris de « rendez-moi mon vote » et d'autres mots d'ordre contestant ouvertement le grand ayatollah Khamenei et le régime des mollahs actuels. Ces manifestations furent sévèrement réprimées faisant de nombreux morts, dont on ignore le chiffre exact du fait de la censure étroite maintenue par le pouvoir. Elles furent l'occasion de très nombreuses arrestations, de prisonniers et disparus, dont il est tout aussi difficile de connaître le nombre exact, que le pouvoir cache soigneusement. Cette répression des manifestants est contraire aux droits de l'homme. Elle suscita de nombreuses protestations hors d'Iran
Le soulèvement du peuple d'Iran a reçu des soutiens partout dans le monde
Des procès ont commencé, sous l'accusation de préparation d'un coup d'État, collaboration à un complot organisé depuis l'étranger, espionnage au profit de puissances étrangères et même injures faites à Dieu, où il apparaissait que les accusés avaient été torturés et faisaient des aveux sous la menace.
La presse et les médias ont été muselés et les journalistes étrangers interdits.
Les candidats aux élections et autres leaders politiques se voient actuellement menacés par les gardiens de la révolution, de ces mêmes accusations graves, (espionnage, participation à un complot de l'étranger) ce qui indique que le régime se durcit au point d'empêcher toute expression quelle qu'elle soit et toute vie politique laissant la place à une opposition quelconque.
Au total, plus de 150 personnes auront été tuées par le régime,, des milliers auront été arrêtées et torturées, dont des centaines violées en prison par les agents du régime.

## Situation actuelle des droits de l’homme en Iran

### Point de vue des autorités iraniennes
Dans son discours d’ouverture de la 5e Conférence de la pensée islamique (1987), Ali Khamenei refuse le concept de droits de l'Homme tel qu'il se manifeste depuis la fin de la Seconde Guerre mondiale, sur la base que le droit des Hommes est un concept déjà bien maîtrisé dans le Coran, et donc qu'il n'y a pas lieu à réorganiser la prédominance religieuse de la société iranienne. Il critique l'Onu qu'il décrit comme un échec géopolitique et comme une arme remplie d'hypocrisie des blocs occidentaux. Il critique enfin l'invasion culturelle et technologique des blocs occidentaux, et suggère un retour des droits de l'Homme sur une base uniquement religieuse et non plus politique.

### Point de vue des droits de l'homme face à la charia
Ce point de vue des religieux iraniens fondamentalistes représenté par Khamenei et hostile aux droits de l'homme au nom de l'islam dans sa version la plus rigoriste, doit être rapporté au point de vue inverse des droits de l'homme tel que l'établit, parmi d'autres, la Cour européenne des droits de l'homme, conformément à la déclaration universelle des droits de l'homme établie par l'ONU en 1948.
En effet l'incompatibilité entre les principes des droits de l'homme et la charia est explicitement énoncée par la Cour européenne des droits de l’homme, à l'occasion d'une affaire concernant un parti islamiste turc.
En août 2001, la Cour européenne des droits de l’homme a estimé que l’instauration de la Charia n’était pas compatible avec les valeurs prônées par la Convention européenne des droits de l’homme de 1950. Il s’agissait pour la Cour de juger si le gouvernement turc avait le droit de dissoudre un parti islamique turc, le Refah, en raison des valeurs prônées par ce parti (Charia notamment). La Cour a validé la dissolution du Refah.
La Cour européenne des droits de l'homme dans un arrêt rendu à l’unanimité déclaré que : « la charia, reflétant fidèlement les dogmes et les règles divines édictées par la religion, présente un caractère stable et invariable. Lui sont étrangers des principes tels que le pluralisme dans la participation politique ou l’évolution incessante des libertés publiques. La Cour relève que, lues conjointement, les déclarations en question qui contiennent des références explicites à l’instauration de la charia sont difficilement compatibles avec les principes fondamentaux de la démocratie, tels qu’ils résultent de la Convention, comprise comme un tout. Il est difficile à la fois de se déclarer respectueux de la démocratie et des droits de l’homme et de soutenir un régime fondé sur la charia, qui se démarque nettement des valeurs de la Convention, notamment eu égard à ses règles de droit pénal et de procédure pénale, à la place qu’il réserve aux femmes dans l’ordre juridique et à son intervention dans tous les domaines de la vie privée et publique conformément aux normes religieuses. (...) Selon la Cour, un parti politique dont l’action semble viser l’instauration de la charia dans un État partie à la Convention peut difficilement passer pour une association conforme à l’idéal démocratique sous-jacent à l’ensemble de la Convention. La Cour ne saurait perdre de vue que des mouvements politiques basés sur un fondamentalisme religieux ont pu par le passé s’emparer du pouvoir politique dans certains États, et ont eu la possibilité d’établir le modèle de société qu’ils envisageaient. Elle considère que chaque État contractant peut, en conformité avec les dispositions de la Convention, prendre position contre de tels mouvements politiques en fonction de son expérience historique. La Cour observe aussi que le régime théocratique islamique a déjà été imposé dans l’histoire du droit ottoman. La Turquie, lors de la liquidation de l’ancien régime théocratique et lors de la fondation du régime républicain, a opté pour une vision de la laïcité confinant l’Islam et les autres religions à la sphère de la pratique religieuse privée. Rappelant l’importance du respect du principe de la laïcité en Turquie pour la survie du régime démocratique, la Cour considère que la Cour constitutionnelle avait raison lorsqu’elle estimait que le programme du Refah visant à établir la charia était incompatible avec la démocratie ».
Quant à l'Iran, plus spécifiquement, en octobre 2005, après l'élection d'Ahmadinedjad, le Parlement européen condamne les violations des droits de l'homme en Iran, ce qui valut en réponse de l'Iran une rupture de ses relations avec l'Europe.
La présidence de l'Union européenne adresse un message à l'Iran en 2007 et s'inquiète des violations des droits de l'homme dont elle a eu connaissance, sous le titre "Droits de l’homme en Iran" elle déclare :
" L’Union européenne est profondément préoccupée par l’évolution récente de la situation des droits de l’homme en Iran. L’UE s’inquiète notamment de la récente vague d’arrestations d’acteurs de la société civile et de défenseurs des droits des femmes. Les enseignants, les étudiants, les syndicalistes, les universitaires et les journalistes qui exercent leur droit d’exprimer librement leurs opinions sont la cible d’intimidations constantes ; les hommes et les femmes se voient imposer par la force des codes vestimentaires plus stricts. La fermeture récente d’au moins trois bureaux d’organisations non gouvernementales a également suscité l’inquiétude. L’UE souhaite en outre attirer l’attention sur la détérioration de la situation des minorités ethniques et religieuses, d’Iran, et notamment sur le sort des Bahaïs qui sont exclus de la vie publique et victimes de discriminations et de harcèlement.
L’UE se déclare préoccupée par la poursuite des exécutions en Iran et engage le gouvernement iranien à respecter et à protéger effectivement les droits de l’homme fondamentaux de ses citoyens en abolissant complètement, en particulier, la peine de mort pour les mineurs, les amputations et autres peines cruelles comme la lapidation. L’UE demande à l’Iran de maintenir les moratoires sur ces pratiques et de leur donner force de loi de toute urgence, ainsi que l’a recommandé l’Assemblée générale des Nations unies dans sa dernière résolution sur les droits de l’homme en Iran."

### Point de vue des Iraniens postislamistes et partisans de la démocratie
Ce point de vue des religieux iraniens fondamentalistes doit aussi être rapporté au point de vue des Iraniens qui pensent tout au contraire de Khamenei que le droit iranien ne peut être construit sur la charia mais doit être fondé sur les principes des droits de l'homme. Ils représentent le point de vue nommé "postislamiste". Ils sont partisans d'une démocratie qui pourrait se conjuguer avec un islam réformé, à condition de séparer les domaines politiques et religieux.
Le courant postislamiste représenté par divers penseurs, religieux et intellectuels, tel que par exemple Abdolkarim Soroush et Mohammad Mojtahed Shabestari considère qu'une société moderne comme l'est l'Iran actuel, ne peut faire dériver son droit du Coran et ne peut le trouver déjà constitué dans la charia. L'application de celle-ci a montré son incapacité à répondre aux exigences d'une société contemporaine qui, selon eux, doit au contraire se régler sur les droits de l'homme et intégrer les principes de la démocratie.
Ils pensent en effet, sur la base de l'expérience du régime islamiste, que les notions de droit de l'homme et de démocratie sont des références incontournables sur lesquelles devrait s'appuyer une politique qui conviendrait à l'Iran et qui est la plus souhaitable. Ils pensent en effet, dans leur discours sur le droit, que des notions telles que « droits de l'homme » et « démocratie », considérées par le pouvoir actuel comme des notions qualifiées d'« occidentales » et donc étrangères au monde musulman, ne peuvent être évacuées du droit iranien. Mojtahed Shabestari est un religieux et Abdolkarim Sorush est un des intellectuels les plus importants en Iran, lui aussi religieux,.
Il est important de prendre en compte que ce mouvement appartient à un cadre de pensée religieux (dini) et que ses penseurs se qualifient eux-mêmes et sont qualifiés par les observateurs d'intellectuels religieux (roshanfekr-e dini), comme ils sont ainsi perçus par le public. De sorte que l'apparition de cette pensée et son évolution sont riches d'une argumentation religieuse.
Anicée Van Engeland considère que le discours iranien post-islamique sur les droits de l'homme est « riche, varié et intellectuellement stimulant, résultat paradoxal d'un régime qui limite la liberté d'expression et la liberté de pensée. » Ces intellectuels auraient formulé des théories assimilables à une troisième voix transcendant l'opposition permanente entre le principe d'universalité et le relativisme culturel, créant ainsi une spécificité iranienne des droits de l'homme au sein du monde musulman.
Aux intellectuels nommés postislamistes, il faut ajouter ces autres partisans de la démocratie qui situent leur activité dans le domaine politique plus que théologique, tel Mohammad Khatami élu président d'Iran en 1997 et réélu en 2000, représentant une nouvelle force politique, où les jeunes, les femmes, les urbains s'inscrivent dans une alternative à la révolution islamique qui serait un régime démocratique fondé sur les droits de l'homme. Et Saïd Hadjarian, théoricien des réformes de 1997, qui considère que la religion doit laisser à la politique son espace propre, rejetant ainsi l'autorité du Velayat-e faqih, il est partisan d'une sécularisation de la vie politique[réf. nécessaire].

### Législation de la république islamique d’Iran

#### Loi Fondamentale (Constitution)
Voici quelques extraits de la loi fondamentale (en persan : Qānun-e asāsi) de l’Iran. Selon le dix-neuvième principe, « le peuple d’Iran, quel que soit l’ethnie ou le groupe, jouit de droits égaux ; la couleur, la race, la langue etc. ne seront pas une cause de privilège. »
Selon le vingtième principe de la Constitution, « tous les membres de la Nation, femmes et hommes, sont sous la protection de la Loi et jouissent de tous les droits humains, politiques, économiques, sociaux et culturels, dans le respect des préceptes de l’islam ».
Selon le vingt-et-unième principe, « l’État a pour devoir de garantir les droits de la femme à tous points de vue dans le respect des préceptes islamiques, et prendre les dispositions suivantes :
1. La création de terrains propices pour l’épanouissement de la personnalité de la femme et la restauration de ses droits matériels et spirituels.
2. La protection des mères, en particulier pendant la période de grossesse et pour l’éducation de l’enfant ; la protection des enfants sans tuteur.
3. La création d’un tribunal compétent pour assurer la stabilité et la continuité de la famille.
4. La mise en place d’une assurance spéciale pour les veuves, les femmes âgées et délaissées.
5. Confier la garde des enfants aux mères dignes dans leur intérêt mutuel lorsqu’il n’y a pas de tuteur légal. »

Selon le vingt-troisième principe, « le délit d’opinion est proscrit et nul ne peut faire l’objet de blâme et d’admonestation en raison de ses opinions. »
Selon le vingt-quatrième principe, « les publications et la presse jouissent de la liberté d’expression, sauf s’ils portent atteinte aux principes de l’islam et à l’ordre public ; la Loi fixera les modalités de ce principe. »
Selon le vingt-cinquième principe, « le contrôle et l’interception du courrier, l’enregistrement et la divulgation des conversations téléphoniques, la divulgation des transmissions télégraphiques et du télex, la censure, les manquements dans leur transmission ou leur distribution, les écoutes ainsi que toute sorte d’investigation sont interdits, sauf si la Loi en dispose autrement. »
Selon le vingt-sixième principe, « les partis, les groupements, les associations politiques et syndicales, les associations islamiques ou des minorités religieuses reconnues, sont libres à condition qu’ils ne portent pas atteinte aux principes d’indépendance, de liberté, de solidarité nationale, aux préceptes islamiques et aux fondements de la République islamique. Nul ne peut être empêché ou forcé à participer à l’un d’entre eux. »
Selon le vingt-septième principe, « l’organisation de réunions et de manifestations, sans port d’arme, est libre à condition de ne pas troubler les fondements de l’islam. »
La législation iranienne est fortement imprégnée des préceptes de l’islam et consolide la suprématie de l’homme dans les sphères privée et publique. La femme est considérée comme une personne sous tutelle et non mature. On peut constater avec les extraits de la constitution donnés ci-dessus qu’une forte différence sépare le texte légal de la constitution et les faits constatés en Iran. La rédaction de la constitution du régime de la république islamique d’Iran présente des ambivalences. En effet, la constitution proclame la liberté dans un certain nombre de domaines, « sauf si la loi en dispose autrement » ou « à condition de ne pas troubler les fondements de l’islam ». Le pouvoir revenant au clergé de par le système institutionnel iranien, et plus particulièrement au guide de la révolution, il devient clair que, si la république islamique d’Iran se proclame démocratique, le clergé peut tout de même imposer sa vision d’un Islam politique.
On peut ainsi lire dans le quatrième des principes généraux au chapitre premier de la constitution de la république islamique d'Iran que "l’ensemble des Lois et règlements civils, pénaux, financiers, économiques, administratifs, culturels, militaires, politiques et autres doit être basé sur les préceptes islamiques. Ce principe prime sur le caractère général et absolu de tous les principes de la Loi constitutionnelle et des autres Lois et règlements, l’appréciation de cette prescription incombe aux jurisconsultes religieux du Conseil des Gardiens". Autrement dit, quel que soit l'article de cette constitution humainement rédigée, il ne peut s'opposer à la charia divinement décrétée telle qu'elle est définie par l'autorité religieuse chiite selon le principe du Velayat-e faqih. Ceci un point majeur de divergence, de confusion et d'incompréhension entre l'Iran et l'Occident, qu'il faut toujours avoir à l'esprit... peut-être serait-il plus clair et plus judicieux de parler de droits de l'homme "en islam" ou "islamiques", comme ont tenté de l'exprimer les déclarations de Paris en 1981, de Dacca en 1983 et du Caire en 1990. Dans les articles 24 et 25 de cette dernière, il est clairement indiqué que « Tous les droits et libertés énoncés dans la présente Déclaration sont soumis aux dispositions de la Charria » et que « la Charria est l'unique référence pour l'explication ou l'interprétation de l'un quelconque des articles contenus dans la présente Déclaration ».

#### Code civil
Discriminations entre hommes et femmes dans le code civil iranienLa législation iranienne, fortement imprégnée des préceptes de l’islam, consolide la suprématie masculine. Cela entraîne des discriminations constatées dans les articles du code civil iranien.
Les inégalités entre hommes et femmes dans le code civil se traduisent par le fait qu’une femme n’a pas la même « valeur » qu’un homme. En effet, en termes d’héritage, un homme reçoit toujours deux fois plus qu’une femme. De plus, les femmes, considérées comme majeures sur le plan civil à l’âge de 9 ans, doivent obtenir l’autorisation du père pour voyager et se marier,. Quand elles sont mariées, elles doivent théoriquement obtenir l'autorisation de leur mari pour voyager.
Droits de l’enfant en Iran sur le plan du droit internationalLors des déclarations faites lors de la ratification de la convention relative aux droits de l’enfant de l’ONU, il apparaît que l’Iran émet des réserves. « Le Gouvernement de la République islamique d'Iran se réserve le droit de ne pas appliquer des dispositions ou articles de la Convention qui ne seraient pas compatibles avec les lois islamiques ou avec la législation en vigueur dans le pays ».

#### Code pénal
Les violations des droits de l’Homme en Iran sont parfois institutionnalisées, répandues et légalisées dans le code pénal iranien, dérivant de la Charia.

##### Les catégories de peine
Le code pénal iranien distingue deux catégories de peines : les Hudud (« peines fixes ») et les Qissas (« rétributions ») ou Diya (« argent du sang » ou « loi du talion »). Les peines de la catégorie Hudud sont appliquées aux personnes commettant des crimes contre l’État, tels que l’adultère, la consommation d’alcool, le vol avec effraction ou à la tire, la rébellion contre les autorités islamiques, l’apostasie et les rapports homosexuels (considérés comme contraires à l’islam). Les peines incluent la mort par lapidation ou décapitation, l’amputation et les coups de fouet (les peines sont généralement exécutées en public). Les victimes de crimes de nature privée, comme le meurtre ou le viol, peuvent exercer un droit de rétribution (Qissas) ou décider d’accepter l’argent du sang (Diyah ou « loi du talion »).

##### La peine capitale
La peine capitale est en vigueur en Iran, qui est le pays où le nombre d'exécutions est le deuxième au monde, après la Chine. Cette peine est parfois mise en œuvre par lapidation.

## Restrictions des libertés et oppression de nombreuses catégories sociales

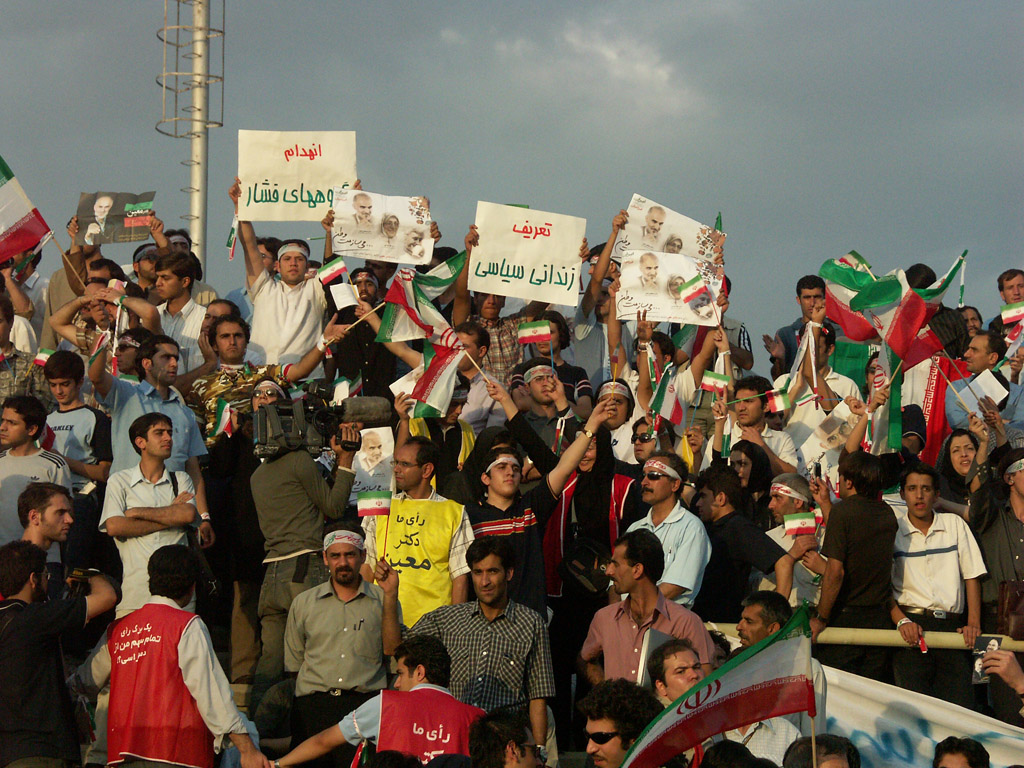
Partisans de Mostafa Mo'in, candidat à l’élection présidentielle en 2005, dont un des slogans était de se battre pour les droits de l’homme n'a obtenu que 13,83 %.

La situation des droits de l’homme est jugée très critique en Iran. Les libertés fondamentales sont restreintes depuis la révolution islamique.
De nombreux faits, dont certains récents, indiquent le non-respect par le gouvernement iranien des droits civils, de la liberté d’expression politique et du droit des travailleurs. Le régime de Téhéran a été condamné par plusieurs résolutions de l’Assemblée générale et de la commission des droits de l’homme de l’ONU. Depuis 1979, le régime iranien a exécuté plus de 120 000 militants politiques, d'après le Conseil national de la résistance iranienne. 30 000 d’entre eux ont été éliminés en l’espace de quelques mois en 1988 sur la base d’une fatwa dénonçant leurs activités subversives et pilotées depuis l’étranger.
Dans ce pays où la vie des citoyens est étroitement contrôlée par les Gardiens de la Révolution islamique, ceux-ci ont appris à contourner les interdits, en particulier, en n'ayant certains comportements qu'en privé. Les fêtes à la maison sont monnaie courante. Durant ces fêtes, les jeunes filles ôtent leur voile, se maquillent, portent des jupes et jeans moulants. Les jeunes écoutent du rap, de la pop ou du rock. Les télévisions étrangères sont reçues par des récepteurs satellites cachés ou sortis durant la nuit. Certains boivent de l’alcool importé en contrebande, d'autres trompent leur femme ou leur mari. En fait, tout le monde triche avec le système mis en place par les ayatollahs iraniens.

### Les violations des droits de l’homme en Iran
Le Parlement européen a adopté le 13 octobre 2005, par 499 voix contre 43 et 89 abstentions, une résolution condamnant vivement le non-respect de la Déclaration universelle des droits de l'homme en République islamique, accusant l'Iran de violations graves et répétées sur sa population, y compris d’exécutions d’enfants.
La république islamique d'Iran a opposé alors une fin de non-recevoir à l'Union européenne à ce sujet. Le 22 décembre, l’AFP annonce que l’Iran ne continuera pas le dialogue avec les Européens : « L'Union européenne, sur une base politique, a adopté une déclaration sur les droits de l'homme contre l'Iran, ce qui ne laisse pas de place pour poursuivre le dialogue », a déclaré le porte-parole du ministère iranien des Affaires étrangères, Hamid Reza Assefi.

#### Condition de la femme

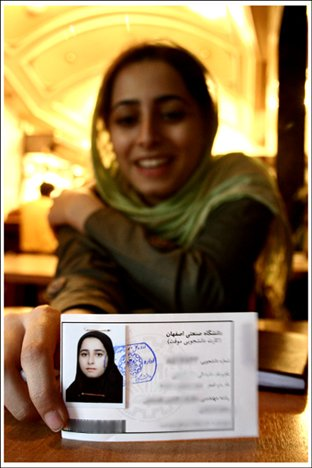
Femme iranienne avec ses papiers d’identité

Les femmes iraniennes ont largement participé à la révolution de 1979. Elles ont, aux côtés de leurs maris et de leurs enfants, participé aux manifestations contre le régime du Shah. Or, la première conséquence de la Révolution islamique pour les femmes est la disparition de la loi sur la protection de la famille. Cette loi avait été votée à l’époque du Shah et était favorable aux droits des femmes.
Si la constitution de la république islamique d’Iran proclame l’égalité des sexes, elle place cette dernière dans un cadre religieux ; ce qui a pour conséquence l'institutionnalisation des inégalités entre hommes et femmes. Toutefois, en règle générale, les Iraniennes jouissent de plus de libertés que les femmes de nombreux autres pays du golfe Persique (Arabie saoudite, Qatar, Bahreïn…). Il a été déclaré lors de la 5e Conférence Internationale des Femmes, organisée par l’UNESCO à Pékin en 1995, puis lors d’une session à New York en 2000 intitulée Femme-2000. L’Égalité de sexes, le Développement et la Paix au XXIe siècle : « les femmes de l’Iran moderne sont en grande partie privées de la protection juridique à cause de l’accès limité aux ressources financières et à cause du système traditionnel proclamant la priorité des hommes dans tous les domaines importants de la vie. »
Après l’élection du président Mohammad Khatami en 1997 (dû en grande partie au vote des femmes et des jeunes), le Bureau des affaires des femmes devient le Centre des Affaires de la participation des femmes. L’objectif de cette nouvelle institution est que les femmes s’organisent et défendent leurs droits. Les ONG de défense des droits des femmes se sont donc multipliées depuis cette époque, mais le gouvernement ne leur donne pas les moyens d’être indépendantes.
Hormis le Centre de la participation des femmes, il existe d’autres organismes tels que le Conseil culturel et social des femmes (créé en 1987), la Commission du Parlement pour les questions des femmes, de la famille et de la jeunesse (créée en 1997), le Bureau général pour les questions des femmes et des questions judiciaires. Ces organismes ont pour but de promouvoir l’égalité des sexes dans tous les domaines de la vie sociale, y compris la législation, les programmes et les projets.
Les nouvelles réalités sociales des femmes iraniennes ont contraint les législateurs et les spécialistes de la loi islamique à consacrer une partie importante de leurs écrits aux problèmes des femmes et à leur place dans la société. Les femmes et leurs droits se trouvent désormais au cœur des débats jurisprudentiels où s’affrontent les visions réformatrices et conservatrices.
Les femmes sont autorisées à la pratique du sport ; en 2000, le pays compte 3 millions de licenciées. Les pratiques sportives exigeant le port de tenues adaptées, il en résulte une exclusion stricte des hommes des lieux d’entraînement, le plus souvent limités aux salles closes.
L’attribution du prix Nobel de la paix en 2003 à Shirin Ebadi, une avocate féministe défendant les droits de l’homme, renforce la confiance des féministes iraniennes et ancre leurs relations avec les iraniens expatriés. Shirin Ebadi permet aux militantes iraniennes du droit des femmes de faire davantage entendre leur message en occident. Ancienne juge et présidente du tribunal de Téhéran sous le Shah, aujourd’hui avocate au Barreau de Téhéran, Shirin Ebadi a fait de la défense des prisonniers politiques et des enfants sa cause depuis de nombreuses années. Elle est également à l’origine de la célébration en Iran de la journée internationale de la femme, et crée en 1994 la Société pour la protection des droits de l’enfant.
Les restrictions induites par les codes vestimentaires en vigueur en Iran imposent le port du hijab en public et particulièrement pour les femmes employées dans la fonction publique ou dans l’exercice de fonctions officielles ; ou d’uniformes de couleurs sombres pour les étudiantes (en général foulard de couleur sombre dont les couleurs varient selon les administrations). Le port du voile est obligatoire pour toute femme, quelle que soit sa religion ou sa nationalité, y compris en visite de tourisme.
Cependant, les Iraniennes ont appris depuis plusieurs années à exprimer indirectement leurs opinions. Elles utilisent pour cela un langage corporel et vestimentaire contournant ces règles,.
Une Iranienne de 22 ans, Mahsa Amini, a été arrêtée le 13 septembre 2022 par la police de la moralité pour « justification et éducation » au sujet du hijab, le foulard qui est obligatoire pour toutes les femmes. Elle a été battue à l'intérieur d'une camionnette de police. Le 16 septembre 2022, elle est décédée en garde à vue. En outre, le 29 septembre 2022, le chanteur iranien Shervin Hajipour a été arrêté parce qu'il a été publié sur Instagram concernant la mort de Mahsa Amini.

#### Contrôle de l’information, restrictions de la liberté de presse et d’expression
Liberté de la presseUn rapport de Reporters sans frontières signale la restriction permanente de la liberté de la presse et dénonce le recours à la censure. L’Iran est l’un des dix pays au monde les plus répressifs en matière de liberté de la presse. 100 journaux et publications ont été fermés par le régime depuis avril 2000. Il y a actuellement 10 journalistes en prison. Reporters sans frontières considère que l’Iran est « la plus grande prison du Moyen-Orient pour les journalistes ».
Les journalistes détenus en prison sont souvent persécutés et humiliés, à l’image de Zahra Kazemi, cette journaliste irano-canadienne, qui a péri au cours de sa détention. Le Canada a rompu ses relations diplomatiques avec l’Iran à la suite de ce décès.
Dans son rapport publié à l’occasion de la 16e journée internationale de la liberté de la presse le 3 mai 2006, Reporters sans frontières (RSF) dénonce 37 « prédateurs de la liberté de la presse », parmi lesquels de nombreux responsables politiques ou chefs de groupes armés. RSF classe le président iranien Mahmoud Ahmadinejad parmi les « prédateurs de liberté » : « Qu'ils soient président, ministre, roi, guide suprême, chef de guérilla ou leader d'une organisation criminelle, ces prédateurs de la liberté de la presse ont le pouvoir de faire emprisonner, enlever, torturer et parfois de faire assassiner des journalistes ».
Toutefois, Akbar Ganji, Plume d’or de la liberté, précisa peu de temps après avoir reçu cette distinction : « Nous demandons l'établissement de la démocratie en Iran. Cela ne peut pas être imposé de l'extérieur. C'est à nous de lutter pour que notre pays soit démocratique. L'Iran n'est pas un régime fasciste et totalitaire comme l'était celui de Staline. On peut encore entendre des défenseurs de la liberté. »
Akbar Ganji, intellectuel iranien et opposant au régime des mollahs, soutient le projet pour changer l’Iran dans une interview donnée au journal Le Monde en juin 2006. Il dénonce les violations des droits de l’Homme en Iran : « un régime, à Téhéran, qui bafoue les droits les plus élémentaires ». Avec Amnesty International (voir le rapport de cette organisation sur l’Iran), Akbar Ganji dénonce un régime qui a fait exécuter 94 personnes en 2005.
Il pense que la seule voie pour le pays serait la désobéissance civile.
Il rappelle aux démocraties occidentales « leur devoir de dénoncer les atteintes aux droits de l’homme » en Iran. Malgré cette dénonciation, le régime pratique abondamment à partir de 2009 les arrestations de journalistes pour peser sur la vie politique, notamment lors des élections parlementaires de 2012, où 63 d'entre eux sont détenus, dont Marzieh Rasouli.

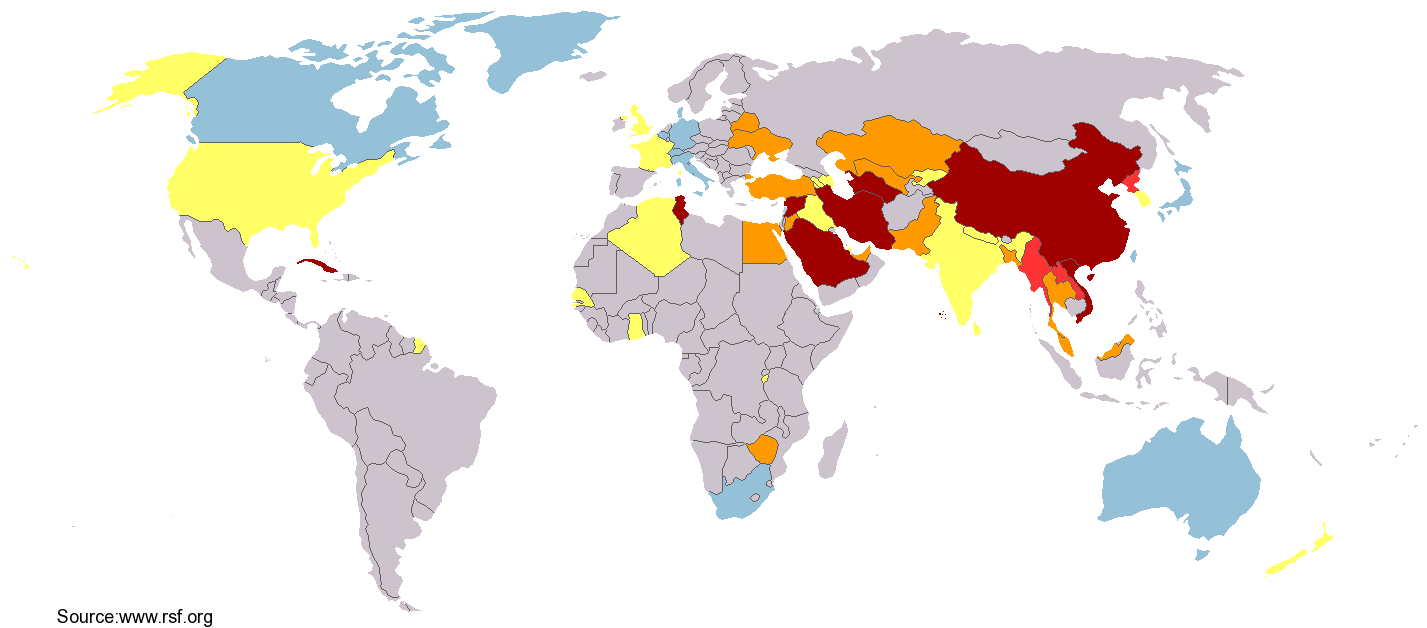
Pays où l’accès libre à Internet est contrôlé ou censuré. L'Iran est considéré comme un des pays les plus répressifs.
très grave
grave
difficile
moyenne
situation bonne
Source : RSF

- très grave
- grave
- difficile
- moyenne
- situation bonne

Contrôle d’InternetSelon un article de Reporters sans frontières, « avec la fermeture de la majorité des journaux iraniens depuis avril 2000, ce moyen de communication est devenu le média principal grâce auquel les journalistes et les correspondants de presse peuvent s’exprimer et appeler à davantage de libertés. Agacés par ce nouveau procédé, les conservateurs iraniens ont renforcé le contrôle de ce média. Depuis janvier 2003, plusieurs webmestres et internautes ont été arrêtés. »
D’après la même source, « la méfiance des conservateurs à l’égard de la toile n’empêche pas son utilisation à des fins de propagande. Ainsi, des sites d’informations comme Daricheh.org ou Jebhe.com (note : aucune de ces deux site n'existent plus aujourd'hui) ont été mis en place et véhiculent les idées des durs du régime. L’université théologique de Qom forme, par ailleurs, plusieurs milliers d’étudiants en informatique et de spécialistes d’Internet chaque année. Un mollah de Qom le justifie par l'idée qu'ils fassent de leur savoir une utilisation à même de servir le pays et l’islam ».
Appel au meurtre contre Salman Rushdie pour apostasieLa publication des Versets sataniques en septembre 1988 a déclenché immédiatement une vive réaction dans le monde islamique en raison de sa description jugée irrévérencieuse du prophète Mahomet. Le 14 février 1989, une fatwa réclamant l’exécution de Rushdie a été proclamée sur Radio Téhéran par l’Ayatollah Rouhollah Khomeini, chef de l’Iran dénonçant le livre comme « blasphématoire » envers l’Islam. Comme le roman suggère que Rushdie ne croit plus en l’Islam, Khomeini l’a aussi condamné pour apostasie, ce qui selon le Hadith est passible de mort.
Via un communiqué de presse, la fondation des martyrs a réitéré un appel au meurtre en février 2006. « La fatwa de l'imam Khomeini à propos de l'apostasie de Salman Rushdie restera en vigueur éternellement » affirme cette fondation par communiqué de presse le 14 février 2006, exactement 18 ans après la fatwa annoncée par l’imam

#### Liberté d’association
D’après Amnesty International de graves carences touchent des aspects essentiels du système judiciaire iranien. En effet il facilite les attaques et le harcèlement des défenseurs des droits de l’homme ; limitant ainsi leur capacité d’action. Le Code pénal iranien contient un certain nombre de dispositions à la formulation vague, relatives au droit d’association et à la « sécurité nationale » qui permettent d’interdire toute une série d’activités. C’est notamment le cas pour les activités liées au journalisme ou aux déclarations publiques, pourtant garanties par le droit international relatif aux droits humains.
En outre, les limitations à la liberté d’expression, de réunion et d’association ressortissent des articles 6 et 24 de la Constitution et de l’article 16 de la loi relative à l’activité des partis politiques, des sociétés et des associations politiques et professionnelles. Le Comité des droits de l’Homme des Nations unies note à cet égard que des membres de certains partis politiques ont été victimes de discriminations. Ces discriminations ont particulièrement visé ceux qui n’ont pas partagé les vues des autorités sur la pensée islamique ou qui ont exprimé des opinions divergeant des positions officielles (U.N. Doc. CCPR/C/79/Add.25).

#### Conditions des personnes LGBT
Depuis l’établissement de la république islamique en 1979, les lois iraniennes sont basées sur une interprétation particulière de la charia. Toutes les relations sexuelles qui ont lieu en dehors du traditionnel mariage hétérosexuel sont illégales et aucune distinction légale n’est faite entre les relations consenties ou non consenties. L'Iran assimile les personnes trans et les travestis aux gays et lesbiennes. Tous sont condamnables par l’islam au fouet ou à la mort d’après le code pénal iranien.
Les relations homosexuelles qui ont lieu entre deux adultes consentants en privé sont considérées comme un crime. La sanction maximale pour ce « crime » est la peine de mort. Les articles 108 à 140 du code pénal iranien voté par le Majles le 30 juillet 1991 traitent des questions de l’homosexualité et des peines associées.
D’après la Boroumand Foundation, il y eut entre 1979 et 1990 au moins 107 exécutions pour des comportements homosexuels. D’après Amnesty International, au moins 5 homosexuels dont deux femmes furent exécutés publiquement en janvier 1990. De très nombreux témoignages montrent que, en dépit d'une affirmation du président Mahmoud Ahmadinejad en 2007 selon lequel il n'y aurait pas d'homosexuels en Iran, les exécutions capitales par pendaison d'homosexuel(le)s se poursuivent dans ce pays.
En 1963, l’ayatollah Rouhollah Khomeini avait déclaré qu’il n’existe aucune restriction religieuse vis-à-vis de la chirurgie corrective pour les homosexuels. Il considère dans ses écrits que les homosexuels sont des malades qui méritent d’être soignés. Cependant, ce livre ne s’appliquait alors qu’aux personnes intersexes, et à cette époque, les fatwas de Khomeini n’avaient aucun poids sur le gouvernement impérial, lequel n’avait aucune politique spécifique vis-à-vis des personnes transgenres
La fatwa originelle de Khomeini a depuis été confirmée par l’ayatollah Ali Khamenei et est soutenue par de nombreux membres du clergé iranien. Le rapport du HCR de 2001 dit que la chirurgie de changement de sexe est fréquemment et ouvertement menée en Iran, et que les homosexuels et les travestis sont en sécurité tant qu'ils gardent profil bas[source insuffisante]. Le rapport déclare de plus qu'il n'est pas possible actuellement pour les personnes transgenres de choisir de ne pas subir de chirurgie - si on leur accorde le droit de changer de sexe, il est attendu qu'il le fasse immédiatement. Ceux qui ne veulent pas se faire opérer (ainsi que ceux qui se travestissent ou ne peuvent définir leur sexe) sont considérés comme étant de leur genre biologique, et, en tant que tels, peuvent être soumis à harcèlement pour le fait d'être homosexuels et sont donc sujets aux mêmes lois interdisant les actes homosexuels[source insuffisante].
Cependant, il existe toujours de forts préjugés vis-à-vis de la transidentité dans la société iranienne, et il est conseillé[Par qui ?] à la plupart des personnes trans ayant été opérés de rester discret sur leur passé. Une fois qu'une personne trans a bénéficié d'une chirurgie de réattribution sexuelle, elle devient légalement une personne de ce sexe. Tous les documents légaux, comme les certificats de naissance et les passeports, sont modifiés une fois l’intervention effectuée[réf. nécessaire].
En septembre 2022, deux lesbiennes et militantes LGBTQ sont condamnées à mort par un tribunal de la ville d’Ourmia. Elles sont accusées de promouvoir l’homosexualité.

#### Opposants politiques
Les opposants politiques en Iran sont régulièrement persécutés et torturés,,. En 1988, l'État iranien a exécuté des milliers de prisonniers politiques retenus dans des prisons iraniennes (30 000 d’après le UNHCR). D’après Human Rights Watch, ces exécutions sommaires pourraient être considérées comme crime contre l’humanité selon les lois internationales. Mustafa Pour-Mohammadi (actuel ministre de l’Intérieur, haut placé au ministère des Renseignements de 1987 à 1999) était membre d’un comité de trois personnes qui décidait des exécutions sommaires des prisonniers retenus à Téhéran dans la prison d’Evin. D’après le rapport 2003 d’Amnesty International sur l’Iran, un petit nombre de prisonniers politiques ont pu bénéficier de libérations provisoires ou conditionnelles pour raisons de santé.
En 2009, à la suite des manifestations de protestation contre la réélection contestée de Mahmoud Ahmadinejad, au cours desquelles a été tuée Neda Agha-Soltan devenue l'icône mondiale de cette révolte iranienne, la Fédération internationale des Ligues des droits de l'homme communique : "En quinze jours, « plus de 2 000 personnes »ont été arrêtées et se trouvent détenues en Iran, tandis que des centaines sont « portées disparues », a annoncé hier, à Paris, le vice-président de la Fédération internationale des ligues des droits de l'homme (FIDH), Karim Lahidji. Toujours selon la FIDH, des « sources fiables » au sein des professionnels de la santé font état d'une « vingtaine de cadavres » dans les morgues de ces hôpitaux, en lien avec les manifestations. La FIDH appelle le secrétaire général de l'Organisation des Nations unies à nommer un représentant spécial sur l'Iran, lequel aurait notamment pour tâche d'enquêter sur les récents événements afin d'établir les responsabilités pour les morts et les blessés à l'occasion des manifestations pacifiques".

#### Minorités ethniques et religieuses

##### Données démographiques
| Religion                                                   | Homme      | Femme      | Total      |
| chrétiens                                                  | 86,532     | 82,061     | 168,593    |
| Juifs                                                      | 31,833     | 30,425     | 62,258     |
| Zoroastriens                                               | 10,845     | 10,555     | 21,400     |
| Musulmans                                                  | 17,196,024 | 16,200,884 | 33,396,908 |
| Inconnus                                                   | 31,113     | 28,472     | 59,585     |
| Total                                                      | 17,356,347 | 16,352,397 | 33,708,744 |
| 1er novembre 1976 information de recensement démographique |            |            |            |

| Groupe ethnique                    | % de la population totale |
| Persan                             | 51 %                      |
| Azéris                             | 24 %                      |
| Gilaki et Mazandarani              | 8 %                       |
| Kurdes                             | 7 %                       |
| Arabes                             | 3 %                       |
| Lors                               | 2 %                       |
| Baloutches                         | 2 %                       |
| Turkmènes                          | 2 %                       |
| Autres                             | 1 %                       |
| 5 octobre 2006, CIA World Factbook |                           |

Dans le "International Religious Freedom Report 2003" du gouvernement des États-Unis, il est écrit que :
- On dénombre environ 68 millions d'habitants, musulmans à 99 % (89 % chiites et 10 % sunnites), baha'is, chrétiens, zoroastriens, mandéens et juifs constituant moins de 1 % de la population.
- La plus importante communauté religieuse non-musulmane est la communauté baha'ie, estimée entre 300 000 et 350 000 membres à travers le pays.
- L'estimation de la communauté juive varie entre 20 000 et 30 000 membre, ce qui représente une réduction substantielle des 75 000/80 000 juifs résidant en Iran avant la révolution islamique de 1979
- Il y a environ 300 000 chrétiens dans le pays selon l'ONU, dont la majorité sont arméniens ou syro-chaldéens. Il y a aussi des protestants. Selon le représentant spécial de l'ONU, les chrétiens émigrent au rythme de 15 000 à 20 000 par an.
- Les mandéens, une communauté gnostique préchrétienne, compte approximativement 5 000 à 10 000 membres, principalement au Khuzestan.
- Le gouvernement estime qu'il y a 35 000 zoroastriens, bien qu'eux-mêmes se revendiquent 60 000. Ils sont en majorité persans et sont concentrés dans les villes de Téhéran, Kerman et Yazd.

##### Considérations générales
La république islamique d’Iran tolère les minorités (Azéris, ethnie dont fait partie l’actuel Guide de la révolution ou Turkmènes
Bien que le persan soit la langue officielle du pays, l’enseignement des langues des minorités est autorisé dans le pays (car les minorités ethniques sont reconnues par la constitution). De fait, les langues minoritaires (azéri, turkmène, arabe, baloutche) sont enseignées aux côtés du persan, à condition de respecter l’enseignement chiite.
La constitution de la république islamique d'Iran de 1979 reconnaît certaines minorités religieuses (gens du Livre) : les chrétiens, juifs et zoroastriens, qui disposent de sièges réservés au parlement. La minorité sabéenne qui ne compte que quelques centaines de fidèles, et les plus de 300 000 baha’is, durement persécutés sous tous les régimes iraniens, n’ont jamais été reconnus comme minorité religieuse. Les musulmans sunnites, minoritaires en Iran, ne disposent pas non plus de sièges réservés.
La Constitution iranienne énonce ces douzième et treizièmes principes : « La religion officielle de l’Iran est l’Islam de confession Dja’farite duodécimain et ce principe est éternellement immuable ; et les autres confessions islamiques, soit Hanéfite, Châfeîte, Mâlekite, Hanbalite et Zeydi sont entièrement respectées ; et les adeptes de ces confessions sont libres d’accomplir leurs rites confessionnels conformément à leur "figh" ; leur éducation et leur instruction religieuses ainsi que leur statut personnel (mariage, divorce, succession, testament) et le contentieux judiciaire qui peut en découler, sont officiellement reconnus. Dans chaque région où les adeptes de chacune de ces confessions seraient majoritaires, les règlements locaux seront, dans les limites des compétences des Conseils, conformes à cette confession, tout en préservant les droits des adeptes des autres confessions. (…) Les Iraniens zoroastriens, juifs et chrétiens sont reconnus comme les seules minorités religieuses qui, dans les limites de la Loi, sont libres d’accomplir leurs rites religieux et, quant au statut personnel et à l’éducation religieuse, agissent en conformité avec leur liturgie. »
Selon l’article 14 de la Constitution et conformément au verset du Coran « Dieu ne vous interdit pas de traiter avec bonté et droiture ceux qui n'ont pas lutté contre vous en raison de votre religion et qui ne vous ont pas expulsés de vos logements », le gouvernement se devrait donc de respecter les droits humains des non-musulmans, tant qu’ils ne conspirent pas contre l’islam ou la république islamique d’Iran,. Les représentants des minorités religieuses officiellement reconnues ont confirmé que l'enseignement de leur religion était assuré et respecté tant dans les écoles publiques que dans les écoles propres aux minorités. Cependant, peu après la Révolution iranienne, le pouvoir islamique a créé un bureau des minorités (religieuses) afin de les surveiller (et de les contrôler). En 1993, le Majles (parlement) a rendu obligatoire la mention de la religion sur les cartes d’identité, ce qui permet au régime de contrôler plus facilement les minorités. Une des conséquences est l’éviction des chrétiens des services publics, des écoles, de l’armée et d’autres institutions de l’État. D'après le rapport de Abdelfattah Amor, « Outre le non-accès aux postes gouvernementaux, il apparaît que les minorités ne peuvent accéder professionnellement à l'armée et à la justice et seraient limitées dans leur plan de carrière dans le reste de l'administration, sauf cas exceptionnels. »
D’après le rapport intérimaire du représentant spécial soumis à l’assemblée générale de l’ONU le 10 août 2001, (A/56/278) : « il est clair que les sunnites sont victimes de différentes formes de discrimination, surtout lorsqu'ils appartiennent en même temps à une minorité ethnique - toutefois, on a récemment fait savoir que le harcèlement de religieux sunnites kurdes de la part du Tribunal Religieux Spécial avait pris fin ; la communauté bahaïe continue d'être victime de discrimination, notamment dans les domaines de l'enseignement, de l'emploi, des voyages, du logement et des activités culturelles. »,
Rappelons aussi qu’en Iran, l’apostasie est punie de la peine de mort, certains musulmans s’étant convertis à d’autres religions sont donc eux aussi soumis à des pressions et des atteintes à leur vie.

##### Kurdes et Arabes
Depuis 1981, les Kurdes d’Iran sont fortement réprimés par le régime islamique. Le peuple kurde n’a pas d’existence juridique et le mot Kurdistan est tabou. La langue kurde n’est tolérée que dans les communications orales privées. Depuis cette époque, plus de 40 000 civils kurdes ont trouvé la mort et les leaders ont tous été exécutés ou emprisonnés.
D’après le rapport de Miloon Kothari, rapporteur spécial auprès de l'Organisation des Nations unies, les conditions de vie et de logement des minorités ethniques (Kurdes, Arabes, et groupes nomades) en Iran sont très défavorables. Miloon Kothari demande au gouvernement de l’Iran de se focaliser sur les provinces historiquement marginalisées comme le Khouzistan et le Sistan-et-Baloutchistan et de mettre en place des politiques destinées aux populations défavorisées comme les Kurdes et les Arabes[source insuffisante]. Lors d’une intervention à l’IRIN le 9 août 2005[source insuffisante], M. Kothari a indiqué que les arabes du Khouzistan, dans la région autour de Ahvaz, avaient des conditions de vie très difficiles, sans accès à l’eau courante, à l’électricité et au gaz, sans sanitaires. De plus, 200 à 250 000 arabes ont été déplacés en raison de grands projets de développement (plantations de canne à sucre, projets pétroliers…), sans être relogés ni recevoir de compensation adéquate (parfois seulement un quarantième de la valeur marchande).

##### Musulmans sunnites
L’état iranien, officiellement chiite, exerce un favoritisme à l’égard de la grande majorité de sa population chiite et a donc tendance à défavoriser les sunnites. Les sunnites représentent environ 10 % de la population iranienne.
Les sunnites en Iran se trouvent généralement parmi les populations baloutches et kurdes. Le Centre international pour le développement des politiques de migration (ICMPD), dans son rapport 2005, cite par exemple le cas de leaders politiques et/ou religieux ayant été assassinés. Ces assassinats impliqueraient la participation de l’État ou au moins de membres d’organisation paramilitaires comme les Basij. L’emprisonnement des personnalités sunnites demandant l’égalité est également un des moyens de pression utilisé par le gouvernement.

##### Zoroastriens
On estime aujourd’hui le nombre des zoroastriens entre 32 et 45 000 en Iran, principalement concentrés à Téhéran, Kerman et Yazd. Pendant l’époque qajare, il existait des discriminations considérables contre les zoroastriens. Au milieu du XIXe siècle, plusieurs milliers de zoroastriens sont partis d’Iran pour l’Inde afin d’améliorer leur statut économique et social, dans un mouvement qui rappelle celui des Parsis. Nombre d’entre eux ont réussi à faire fortune en Inde et ont dépensé une partie de ces fortunes à améliorer les conditions des communautés zoroastriennes en Iran. L’emphase qui a été faite par les Pahlavis sur l’héritage préislamique de l’Iran a aussi aidé les zoroastriens à atteindre une position plus respectée dans la société. Nombre d’entre eux ont, durant l’époque pahlavi, émigré vers Téhéran depuis Kerman ou Yazd et se sont enrichis en exerçant la profession de commerçants ou d’agents immobiliers.
Comme les chrétiens et les juifs, les zoroastriens sont reconnus en tant que minorité religieuse par la Constitution de 1979. Ils ont le droit d’élire un représentant au Madjles, et, comme les autres minorités acceptées légalement, peuvent prétendre à un emploi dans le gouvernement. Bien que les zoroastriens aient probablement rencontré des cas particuliers d’injustice et de violations de leurs droits, ils n’ont pas été persécutés à cause de leurs croyances religieuses.

##### Juifs

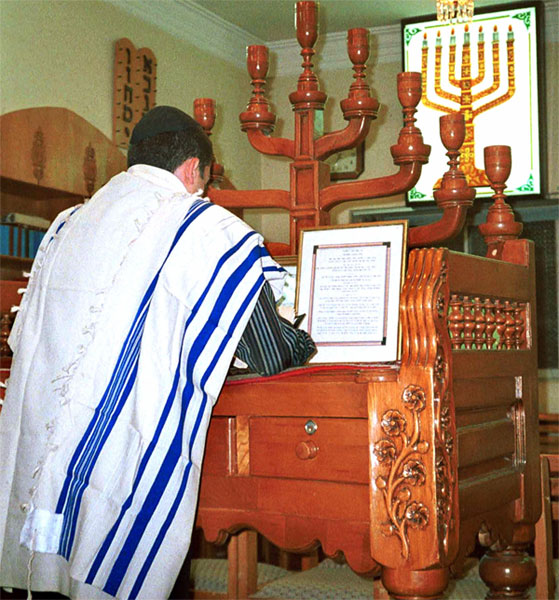
Un juif d’Iran en train de prier dans une synagogue de Shiraz en 1999.

La communauté juive en Iran est parmi les plus vieilles du monde. Ses membres descendent des juifs qui sont restés dans la région après la captivité de Babylone, quand les souverains achéménides du premier empire perse ont permis aux Juifs de retourner à Jérusalem. La constitution de 1979 reconnaît les Juifs comme une minorité religieuse et leur accorde un siège réservé au Parlement. Comme les chrétiens, les juifs n’ont pas été persécutés. Cependant, au contraire des chrétiens, ils ont toujours été regardés avec suspicion par la République islamique, probablement parce que le gouvernement est intensément hostile à l’État d’Israël. On estime en 1988 à 50 000 le nombre de Juifs présents en Iran, alors qu’ils étaient 85 000 en 1978.
De nombreux juifs iraniens ont de la famille en Israël (par exemple, Moshe Katsav, président de l’État d’Israël, est originaire de Yazd et environ 45 000 juifs iraniens ont émigré en Israël entre 1945 et 1977). Ils continuent d’avoir des contacts entre eux. Depuis 1979, le gouvernement iranien a à plusieurs reprises accusé des juifs d’espionnage et des exécutions ont eu lieu. Renforçant le sentiment d’insécurité parmi les juifs d’Iran, cela a poussé certains d'entre eux à émigrer (majoritairement aux États-Unis ou en France).
La Commission de recours des réfugiés (actuelle Cour nationale du droit d'asile) française a déclaré le 17 novembre 1999 à propos d'une demande d'asile : « Considérant que les pièces du dossier et les déclarations faites en séance publique devant la Commission permettent de tenir pour établi que M. M, qui est de nationalité iranienne est issu de l’une des plus illustres familles bahaï d’origine juive établie en Iran ; qu’après la Révolution islamique, les biens de sa famille ont été confisqués ; que l’un de ses frères a été arrêté sous un motif fallacieux et détenu pendant cinq ans ; que pour protéger son épouse, membre d’une famille proche de l’ancien régime, il a divorcé de cette dernière ; qu’il a simulé sa conversion à l’islam afin d’aider son frère et d’assurer la défense de plusieurs membres de sa famille ; que particulièrement surveillé par les pasdarans, il a fait l’objet d’une garde à vue et son domicile a été perquisitionné à plusieurs reprises ; qu’après des années de négociations, il a obtenu l’annulation du décret d’expropriation de ses biens ; que le 8 janvier 1998, il a été arrêté et incarcéré sans explication ; que lors de sa comparution devant le tribunal islamique, il a appris qu’il était accusé, à tort, d’avoir vendu à des pasdarans un terrain appartenant à l’État car acheté en son nom par son père, un bahaï non converti ; qu’en raison de ses antécédents religieux et familiaux, il a été condamné au terme d’une procédure sommaire à sept ans de prison et quatre-vingts coups de fouet ; qu’après son évasion du Palais de Justice, il a fui son pays ; que par une décision du 10 mars 1998, il a été condamné à cinq ans de réclusion supplémentaire ; que dans ces conditions, il peut craindre avec raison, d’être persécuté en cas de retour en Iran ; que, dès lors, le requérant est fondé à se prévaloir de la qualité de réfugié. »

##### Chrétiens
En 2004 un député arménien d’Iran estimait la communauté chrétienne forte d’environ 100 000 personnes sur 70 millions d’habitants.
La persécution des minorités chrétiennes en Iran ne constitue pas une série de faits isolés ou une résultante de préjudices individuels, mais plutôt une politique d’État. Cette politique d’État s’impose souvent de manière intrusive sous de multiples facettes. Elle affecte aussi bien les individus que l’Église dans son ensemble.
D’après Jacques Leclerc, « La Société biblique a reçu l'ordre de ne plus mentionner Jésus comme Fils de Dieu ou comme Seigneur, mais tout simplement comme prophète ; cette société a fini par être dissoute par les autorités iraniennes. Puis, ces dernières ont fermé toutes les librairies chrétiennes du pays, et interdit l'importation et l'impression de la Bible, du Nouveau Testament et de littérature chrétienne en langue farsi. » De plus, Leclerc précise qu’une des conséquences de l’inscription de la religion sur la carte d’identité a permis d’évincer les chrétiens des services publics, des écoles, de l’armée et d’autres administrations.
La loi islamique iranienne exige que tous les chrétiens se conforment aux codes vestimentaires, à la prohibition de l’alcool et à la séparation des genres masculin et féminin en public. Les chrétiens vivent mal ces mesures qui empiètent sur leurs traditions religieuses et ne respectent pas leurs libertés privées ou publiques.[réf. nécessaire]
De plus, l’administration des écoles a toujours été une source de tension et de vexation entre les arméniens et le gouvernement de la République islamique. Le ministère de l’Éducation insiste pour que les directeurs des écoles soient des musulmans, que tous les cours soient donnés en persan, que toutes les classes de littérature arménienne aient reçu une approbation de l’administration et que toutes les étudiantes se conforment au port du hijab en classe.

### Baha'is
La communauté baha'ie compte plus de 300 000 membres en Iran,. Contrairement aux minorités religieuses des « gens du Livre », les baha'is ne sont pas reconnus par la constitution iranienne et ne disposent pas de sièges réservés au Parlement. L'État iranien a confisqué des propriétés appartenant à des baha'is ; et certains membres de la communauté sont l'objet d'attaques de la part d'assaillants non-identifiés.
Les cimetières et sites sacrés de la communauté sont régulièrement vandalisés et détruits, comme le montre l'exemple de la destruction de la tombe de Mollah Mohammad-Ali Barfurushi avec l'approbation des autorités iraniennes. Il arrive aussi que des baha'is soient emprisonnés à cause de leur foi. Dhabihullah Mahrami, par exemple, a été condamné à la prison à perpétuité sur la base de sa seule foi.
L'existence d'un mémorandum secret, appelé « Mémorandum Golpaygani », fut rendue publique par le rapporteur spécial de l'ONU pour les droits de l'homme, Reynaldo Galindo Pohl en 1993. Dans ce rapport confidentiel sur la « question baha'ie », élaboré par le Conseil suprême de la révolution culturelle islamique, signé par le Guide suprême de la révolution islamique Ali Khamenei et daté du 25 février 1991, sont énumérées des mesures à appliquer pour « étouffer » la communauté baha'ie.
Au début de l'année 2003, le gouvernement a fait passer une loi étendant le paiement des Qissas et Diya aux minorités religieuses. Les baha'is ont cependant été exclus de cette mesure car ils ne sont pas une minorité reconnue par le gouvernement.
La Commission de recours des réfugiés (actuelle Cour nationale du droit d'asile) française considère les personnes de confession baha'ie comme discriminées en Iran, notamment pour ne pas renier leur foi sur ordre des autorités iraniennes. Voici ce que cette commission déclare le 23 janvier 1995 à propos d'une autre demande d'asile : « Considérant que les pièces du dossier et déclarations faites en séance publique devant la Commission permettent de tenir pour établi que Mlle A., qui est de nationalité iranienne et de confession baha'ie, a été l'objet, pour ne pas avoir voulu renier sa foi, de discriminations graves et répétées qui l'ont notamment empêchée d'accéder à l'Université ; que des membres de sa famille ont été condamnés à mort et exécutés raison de leur appartenance à cette communauté religieuse ; qu'elle a pu quitter l'Iran durant une brève période où les autorités avaient assoupli de façon ponctuelle leur politique en matière de délivrance de passeports ; qu'elle a lieu de craindre pour sa sécurité et pour sa liberté si elle retourne dans son pays d'origine ; que, dès lors, la requérante est fondée à demander son admission au statut de réfugiée ».

### Conditions de détention et arrestations arbitraires
La population carcérale est officiellement de 130 118 personnes (0,22 % de la population), dont 4 % sont des femmes. 60 % des détenus le sont pour faits ou consommation de drogue.
La pratique de la torture physique et psychologique est décrite comme habituelle par les ONG (pendaisons, lapidations, énucléations, amputations, et coups de fouet en public, à la suite de l’application de la loi du talion pour les crimes de sang, ou de l’application du code civil pour d’autres peines).
De plus, Amnesty International a rapporté l'incarcération d’enfants en compagnie d’adultes.
Parmi les nombreux détenus arrêtés arbitrairement, figure Nasrin Sotoudeh, condamnée en 2011, à 11 ans de prison pour diffusion de propagande et conspiration mettant en danger la sécurité de l'État. Son engagement, ainsi que celui du réalisateur Jafar Panahi, ont été récompensés par le Prix Sakharov en 2012. Elle est détenue à la prison Ervin. Le 18 septembre 2013, Nasrin Sotoudeh a été graciée et libérée. L'arrivée du nouveau président iranien Hassan Rohani, qui cherche à montrer une image plus ouverte de l'Iran, a probablement pesé sur la balance pour la libération de Nasrin Sotoudeh.

#### Conditions des interrogatoires
Un communiqué de presse de Human Rights Watch confirme un rapport précédent intitulé « Tels des cadavres dans leurs cercueils : torture, détention et répression de la dissidence de Iran ». Les deux dénoncent l’utilisation systématique de l’isolement carcéral à durée prolongée et la pratique de la torture physique et psychologique à l’encontre des dissidents politiques et de droit commun,. Des journalistes décrivent le déroulement d'opérations d’interrogatoire brutales durant lesquelles les détenus étaient forcés de renier leurs convictions politiques.
Sur le plan juridique, la pratique de la torture physique et psychologique est strictement prohibée par la Constitution iranienne, comme le précise son trente-huitième principe : « Toute forme de torture visant à obtenir des aveux ou des renseignements est interdite. Il n’est pas permis de contraindre une personne à témoigner, à faire des aveux ou à prêter serment, et de tels témoignages, aveux et serments n’ont ni valeur ni validité. Tout contrevenant à ce principe sera puni selon la loi. ». En réalité, la pratique est courante et vise régulièrement à obtenir des « aveux forcés », c'est-à-dire faire avouer des crimes qui n'ont pas été commis, et qui mènent parfois à des exécutions de détenus politiques.
Le pouvoir islamique y a néanmoins recours dans de nombreux cas avérés, par exemple celui de Zeinab Jalalian, en violation de la Constitution du pays.

#### Pratique de détentions arbitraires au secret
Selon des informations recueillies auprès d’une ONG (Amnesty International), au moins 173 membres de l’ordre Nématollahi des soufis sont détenus au secret dans la prison de Fajr Qom. En 2006, l’ONG craignait qu’ils n’y aient subi des actes de torture destinés à leur « arracher des aveux ». En 2009, à la suite de la réélection contestée du président sortant Mahmoud Ahmadinejad, plusieurs témoignages ont rapporté la poursuite de cette même pratique d'extorsion d'aveux à l'encontre des opposants arrêtés durant les manifestations de la "Révolution verte", selon Human Rights Watch.

#### Arrestations pour feux d’artifice
En mars 2006, les Forces de sécurité de l’État iranien ont arrêté 10 personnes à Téhéran pour distribution de feux d’artifice quelques jours avant Chāhār shanbeh Souri, fête célébrée par les Iraniens le dernier soir de l’année, juste avant l’arrivée du printemps et de Norouz (nouvelle année iranienne). Mille personnes ont quant à elles été arrêtées dans tout le pays. Les observateurs considèrent que ces interdictions ont eu lieu afin d’éviter que ces festivités ne dégénèrent en protestations contre le régime,. Plusieurs effigies des dirigeants du régime ont été brûlées à cette occasion.

### Application de la peine capitale

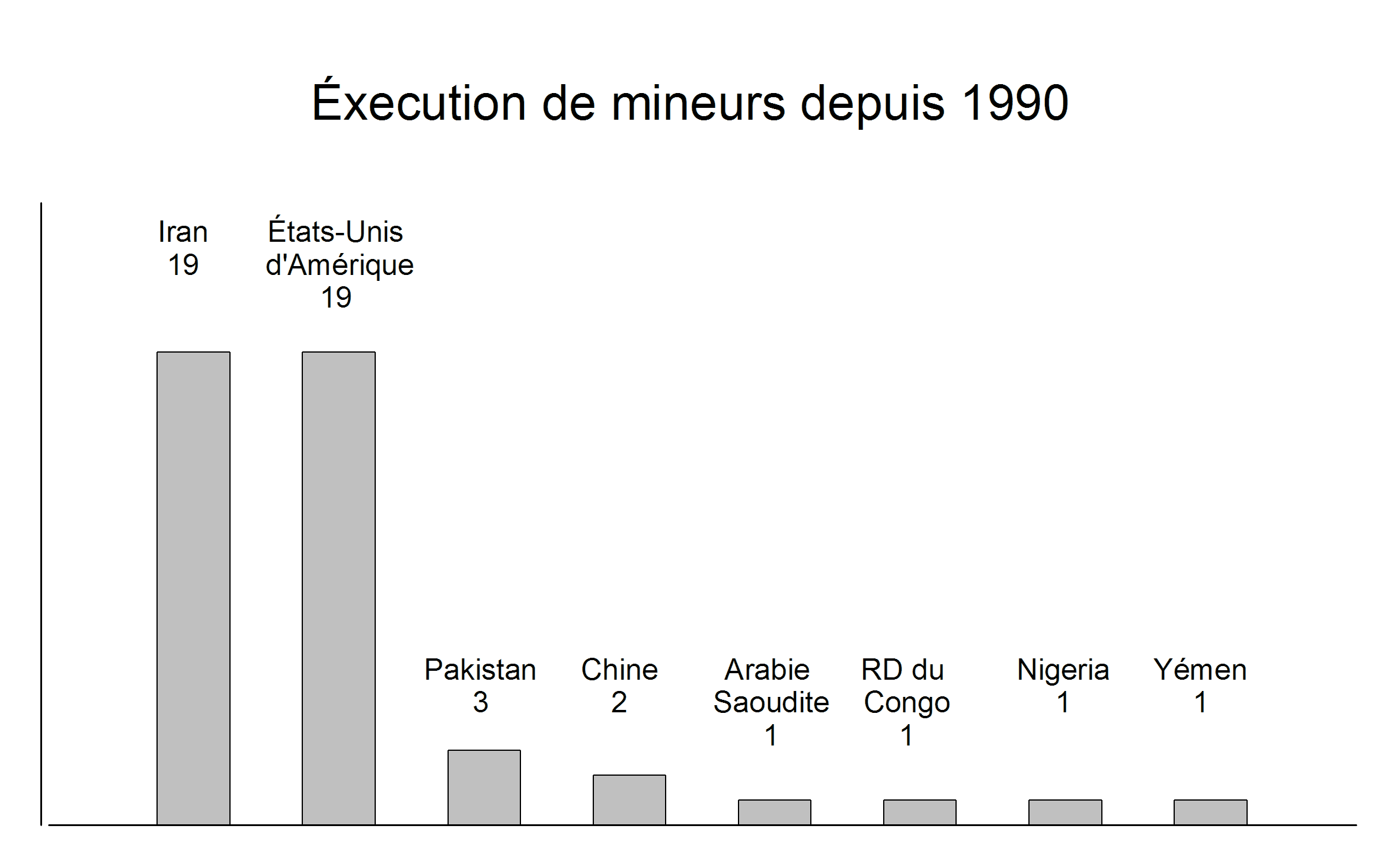
Nombre de mineurs au moment des faits exécutés entre 1990 et 2006 dans plusieurs pays recensés par Amnesty International.

113 personnes ont été exécutées en 2003, 159 en 2004, « au moins » (selon Amnesty International) 94 en 2005 dont au moins 8 mineurs au moment des faits. En 2006, au moins 177 personnes ont été exécutées, dont un mineur et au moins trois condamnés âgés de moins de dix-huit ans au moment des faits. En 2007, au moins 317 personnes ont été exécutées. En 2008, 74 mineurs attendent d'être exécutés dans les prisons iraniennes.
Malgré la directive de 2002 demandant aux juges la suspension des lapidations, Amnesty International note que deux personnes auraient été lapidées en 2006 et que d'autres prisonniers étaient toujours sous le coup d'une condamnation à mort par lapidation. En septembre 2006, des défenseurs iraniens des droits humains ont lancé une campagne en vue d'obtenir l'abolition de ce châtiment et de sauver neuf femmes et deux hommes condamnés à mort par lapidation. Trois condamnations auraient été annulées.
En 2008, l'Iran a exécuté plusieurs personnes par pendaison, celles-ci ayant été filmées par la télévision officielle. En 2009, la répression de la protestation contre le résultat contesté des élections présidentielles aurait donné lieu a plusieurs dizaines d'exécutions sommaires en pleine rue ou dans les prisons, selon plusieurs organisations de défense des droits de l'homme.

### Situation des avocats et des juges en Iran

L'Iran arrive en deuxième place des pays appliquant la peine de mort

Selon le site de l’ordre des avocats d’Iran : « À l’heure actuelle les ordres des avocats et leurs membres se trouvent en face d’un problème majeur qui résulte de l’adoption d’une nouvelle loi confiant au pouvoir judiciaire la délivrance des permis d'exercer la fonction d’avocat. Il s'agit d'une atteinte à l’indépendance de la défense pourtant vitale pour la protection des personnes nécessitant une impartialité absolue. […] cet état de fait est à la fois contraire aux droits de la défense et à l’article 35 de la Constitution de l'Iran. »
Selon Amnesty International, qui soutient entre autres le cas de l'avocat Nasser Zarafshan, Le système juridique ne protège pas la liberté d'expression et d'association:
« Les irrégularités nombreuses constatées dans le fonctionnement du système judiciaire iranien sont liées à une série de causes : des lois contradictoires et vagues qui limitent la liberté d'expression et d'association ; la structure défectueuse du système judiciaire qui manque d'indépendance véritable, est marqué par une méthode de désignation malsaine, et dont le fonctionnement est entravé par l'absence de séparation des pouvoirs ainsi que par l'obligation légale pour les juges de rendre une décision dont la responsabilité personnelle leur est imputée et qui ne repose pas toujours sur un texte de loi. »
Au mois de novembre 2004, l'Assemblée générale des Nations unies a adopté une résolution condamnant la situation relative aux droits fondamentaux dans le pays. Le texte attirait l'attention notamment sur « le non-respect des normes internationales dans l'administration de la Justice, l'absence de garanties d’une procédure régulière, le refus de garantir un procès public et équitable et le droit à un avocat », et déplorait certaines formes de discrimination systématique. L'ONU priait le gouvernement iranien de nommer un procureur indépendant et impartial à Téhéran et d'honorer ses obligations internationales.
La visite du Groupe de travail de l'Organisation des Nations unies sur les disparitions forcées ou involontaires a, alors, été ajournée à la demande des autorités iraniennes,.

### Résistances et comités de soutien aux Droits de l’Homme en Iran

Centre de défense des droits de l’homme, principale organisation iranienne

De nombreux individus, associations, institutions intérieures et extérieures luttent et dénoncent cette situation. On peut citer :
- Centre des défenseurs des droits de l'Homme (Defenders of Human Rights Center)[161] (Principale organisation iranienne de défense des droits de l’homme, menée par Shirin Ebadi, lauréate du Prix Nobel de la paix. Rouvert après sa fermeture par la police le 21 décembre 2008, jour de la cérémonie prévue à l’occasion du 60e anniversaire de la Déclaration universelle des droits de l'homme (DUDH) au cours de laquelle le Prix du Centre devait être décerné à Taghi Rahmani, journaliste indépendant qui a passé plus de 10 ans en prison sous le régime islamique[162])
- Comité de soutien aux Droits de l’homme en Iran[163] (site lié au Conseil national de la résistance iranienne et à l’Organisation des Moudjaheddines du Peuple Iranien, mouvement d’opposition armée au régime islamique iranien)
- Comité de Coordination du Mouvement estudiantin pour la démocratie en Iran[164]
- Dossier Iran [165]
- Iranmanif[166]

## Perspectives d’avenir
Quelques institutions et auteurs se sont risqués à émettre l'hypothèse d'une possible orientation plus démocratique et moins irrespectueuse des droits de l'homme par le pouvoir régnant en Iran. Leurs espérances ont été largement démenties pas la suite. Par exemple l'ACAT :
Depuis son élection en 2005, la présidence de Mahmoud Ahmadinejad est marquée par la priorité donnée à la politique internationale, le pouvoir se préoccupe essentiellement de la position géostratégique du pays qui conditionne la politique intérieure et la surveillance étroite de la population, empêchant et interdisant toute opposition. Les droits de l’homme sont sacrifiés à ces exigences internationales qui font de l'Iran un modèle de l'État islamique. Du fait des très nombreuses violations des droits de l'homme, le dialogue avec l’Union européenne, rompu en 2004, n’est pas repris malgré une tentative de relance en 2005. L’ACAT note toutefois que, malgré des déclarations contradictoires, la position de l’Iran pourrait évoluer sur la question de l’application de la peine capitale aux mineurs.
Cette hypothèse prédictive a été largement infirmée par la suite qui a vu au contraire le nombre d'exécutions capitales augmenter considérablement. À l’opposé de la précédente supposition, Amnesty International s'attachant aux faits, autant qu'il est possible étant donné la censure régnant sur ce sujet, émet la crainte que le nombre d'exécutions de mineurs depuis 2005 soit sous-évalué. L’association avait vu dans les promesses électorales de Mahmoud Ahmadinejad (amélioration des droits sociaux et économiques) une occasion de sensibiliser l’Iran au thème des droits humains. Elle note au contraire que « les mois ont passé et… répression, limitation du droit à l’expression et d’association, arrestations arbitraires, torture et pour agrémenter le tout, retour massif à la peine de mort, sont à nouveau à la carte ».
La surveillance et la répression des étudiants s'est aggravée sous le gouvernement d'Ahmadinedjad. Des déclarations de Mahmoud Ahmadinejad ont appelé les étudiants à "purger l’université" de ses enseignants laïques et libéraux. Cet appel, qui faisait craindre une radicalisation du régime ayant déjà repris en main la liberté d’expression en fermant des sites webs, des blogs, et en réprimant la presse indépendante, a hélas été confirmé. En effet, si ces menaces n'avaient pas été suivies de mesures immédiates, le pouvoir islamique les a violemment mises à exécution lors des troubles ayant suivi l'élection présidentielle iranienne de 2009. L'Université de Téhéran est alors au cœur de la contestation après la proclamation de la réélection du président sortant, l'opposition dénonçant les raids des forces de sécurité dans des dortoirs universitaires où "le sang a coulé et des jeunes ont été battus".
Bernard Hourcade, iranologue au CNRS dressait en 2003 un portrait optimiste de l’évolution politique et sociale de l’Iran. Il constatait une modernisation du pays dans les secteurs culturel, social, économique, politique, des relations internationales, et des échanges universitaires internationaux. De nombreux anciens pasdarans qui occupent aujourd'hui des postes clefs sont allés étudier à l’étranger. Il note que les notions de république, de démocratie ou de libertés s’ancrent de plus en plus dans la société iranienne et créent les conditions d’un changement profond ; changement dans lequel l’islam politique a une nouvelle place. Selon lui, « malgré la répression, l’Iran est un pays où les gens débattent, parlent, s’expriment, protestent. Quels que soient leurs efforts, les autorités cléricales qui contrôlent la justice et la police ne sont plus en mesure de contrôler l’accès à l’information ni l’expression des revendications. Les actes de répression pour l’exemple, notamment contre les journalistes, sont d’autant plus violents et systématiques, mais dénoncés avec force et efficacité, même par des membres du gouvernement ». Si des oppositions bloquent encore les processus électoraux, ou la promulgation de lois, le pays a changé et a pris l’habitude de l’indépendance et de la liberté de parole, avant celle des actes.
Ces anticipations fort optimistes ont été largement démenties par l'histoire qui a suivi l'élection d'Ahmadinedjad, le candidat relai du grand ayatollah Khamenei représentant la ligne la plus dure du pouvoir théocratique.
En 2006, Emmanuel Todd, anthropologue, démographe, historien, sociologue et essayiste français, faisait un constat voisin. L’Iran serait selon lui sur une trajectoire de modernisation qui lui interdirait toute régression islamiste. Comme pour les révolutions française et russe : la montée de l’alphabétisation induit une crise idéologique et politique débouchant sur la mise à bas de la monarchie. La révolution est suivie d’une période violente, et le pays sort ensuite de la phase idéologique dure. La généralisation de l'accès à l’éducation entraîne le contrôle démographique et la modernisation des pensées. Il note aussi que si l’Iran n’est pas une démocratie parfaite, ses élections répétées témoignent d’un tempérament démocratique. Enfin, il établit un parallèle avec la révolution américaine qui, trouvant ses sources en une religion contestataire (le protestantisme), donnait naissance à une démocratie à matrice religieuse.
Ces prédictions prêtent aujourd'hui à penser qu'E. Todd s'était trompé dans une très large mesure car depuis 2005 l'Iran a pris exactement la voie contraire de ce qu'il annonçait. Les élections sont apparues comme tellement peu régulières qu'une large proportion des Iraniens refusaient d'y participer, jusqu'à l'élection présidentielle de 2009 où les électeurs sont retournés aux urnes, du fait de la conviction qu'une possibilité existait qu'une opposition au courant islamiste dur puisse l'emporter.
Toutefois, au 30 juin 2009, après la réélection contestée du président de la république sortant, le non-respect flagrant des droits de l'homme en Iran était plus que jamais frappant. "Selon les témoignages qui parviennent de l’intérieur de l’Iran, les vagues d’arrestations se poursuivent et prennent chaque jour de l’ampleur. Les prisons débordent de personnes arrêtées. Les pasdarans en envoient aussi beaucoup dans les garnisons des gardiens de la révolution, de la milice Bassidji et dans des caches secrètes. C’est à Téhéran que l’on compte le plus grand nombre d’arrestations. En province, on perd la trace des prisonniers. Ce sont des manifestants interpellés dans la rue, mais aussi des gens arrêtés chez eux la nuit lors de raids sauvages des miliciens, pour avoir crié « Allah-o-Akbar » et « Mort au dictateur » sur les toits".
Le régime a pris un tour de plus en plus répressif et de plus en plus éloigné de la démocratie et désormais le sort des droits de l'homme en Iran, déjà fort peu respectés, inquiète plus que jamais tous les observateurs internationaux.

## Sources